# Chrysler Voyager
Der Chrysler Voyager bzw. der Chrysler Grand Voyager ist eine Großraumlimousine, auch bezeichnet als Van, des US-amerikanischen Automobilkonzerns Chrysler.
Das gleiche Auto wurde unter verschiedenen Markennamen von Chrysler verkauft, zu Beginn als Plymouth Voyager (bis 2000) und Dodge Caravan, später dann auch als Chrysler Voyager, Chrysler Caravan und als Chrysler Town and Country. Es gab die Ausstattungsvarianten und -versionen LE, SE, ES, LX und LS.
In Europa hatte der Voyager in den Jahren von 1991 bis 2000 den größten Erfolg am Markt. Zu diesem Zeitpunkt war das Marktsegment der Vans in Europa noch relativ neu, daher gab es auch sehr wenige Modelle von anderen Automobilherstellern, die mit dem Voyager konkurrierten. Auch in Österreich verkaufte sich dieses Fahrzeug sehr gut, dort wurde es auch produziert. Das Angebot an Van-Modellen vieler Automobilhersteller hat zugenommen, während das Segment selbst geschrumpft ist. Somit konnte auch der zuletzt angebotene Chrysler Voyager zwischen 2008 und 2011 nicht mehr an frühere Zulassungszahlen anknüpfen. Im November 2011 wurde eine neue Generation im Zuge der Zusammenlegung von Chrysler und Lancia in Europa als Lancia Voyager eingeführt. Der 2016 eingeführte Nachfolger Chrysler Pacifica wird in Europa nicht mehr offiziell angeboten.

## Voyager (Typ S, 1984–1990)
Die erste Generation wurde ab Sommer 1984 als Plymouth Voyager zunächst in Nordamerika verkauft, die Produktion startete am 2. November 1983. Parallel dazu wurde er mit leicht modifizierten Merkmalen auch als Dodge Caravan angeboten. Die Variante mit längerem Radstand wurde im Frühjahr 1987 eingeführt und erhielt die Bezeichnung Plymouth Grand Voyager bzw. Dodge Grand Caravan. Ab 1989 gab es zusätzlich den luxuriöser ausgestatteten Chrysler Town & Country.
Auf dem europäischen Markt wurde der Wagen anfangs nicht offiziell verkauft, eine geringere Anzahl an Grauimporten wurde jedoch nach Europa importiert. Seit Anfang 1988 wurde das Modell dann offiziell als Chrysler Voyager angeboten. Diese Fahrzeuge wurden manuell für den europäischen Markt umgerüstet (z. B. Beleuchtung, Gurte).
Damals war er in Europa bis auf den bereits etablierten Renault Espace und den ein Jahr zuvor erschienenen Mitsubishi Space Wagon in diesem Marktsegment ohne Konkurrenz.

### Bildergalerie der Modelle

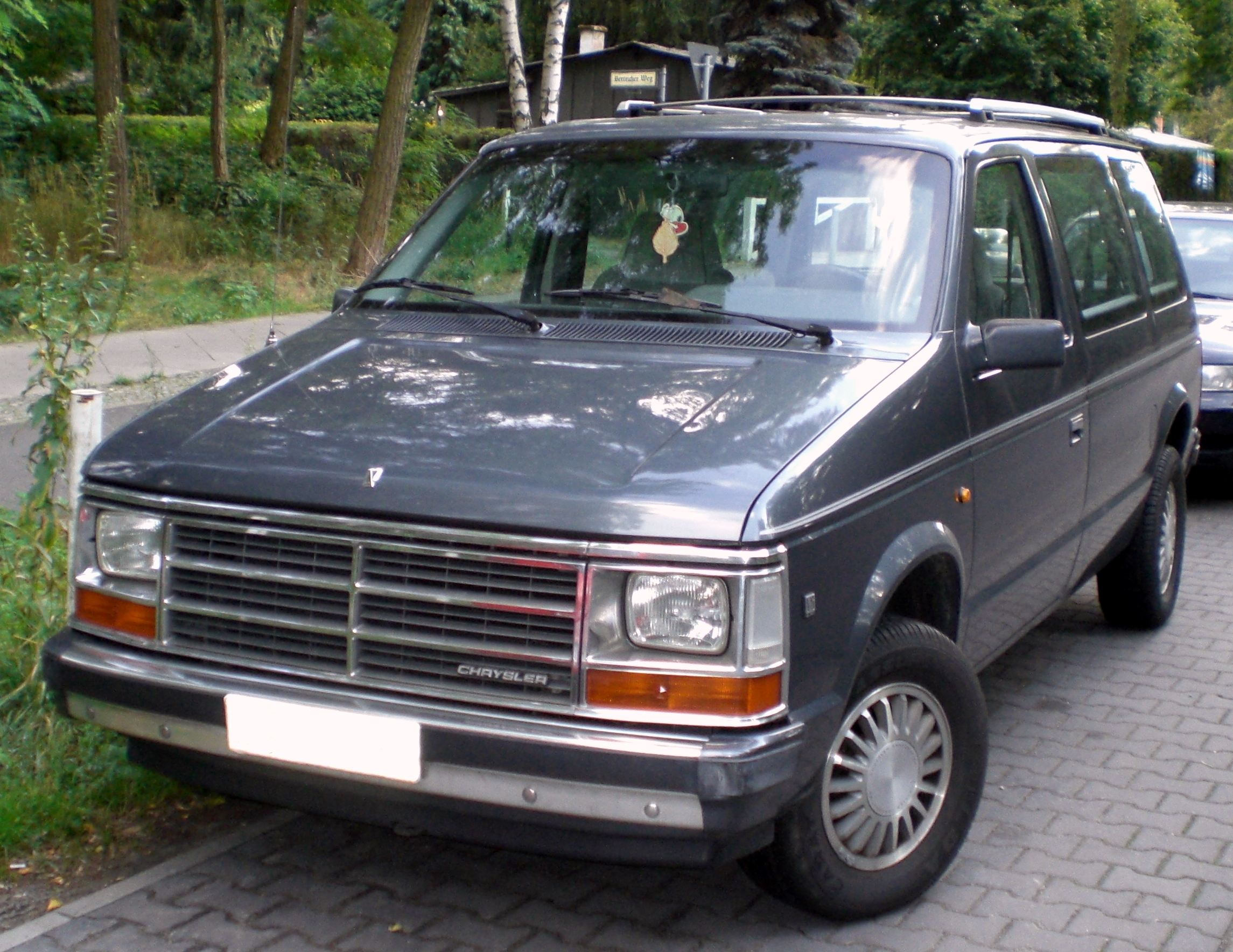
Chrysler Voyager (1987–1990)
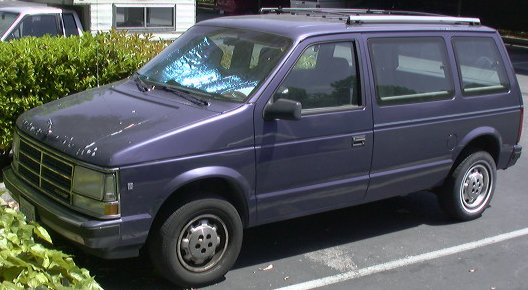
Dodge Caravan (1987–1990)
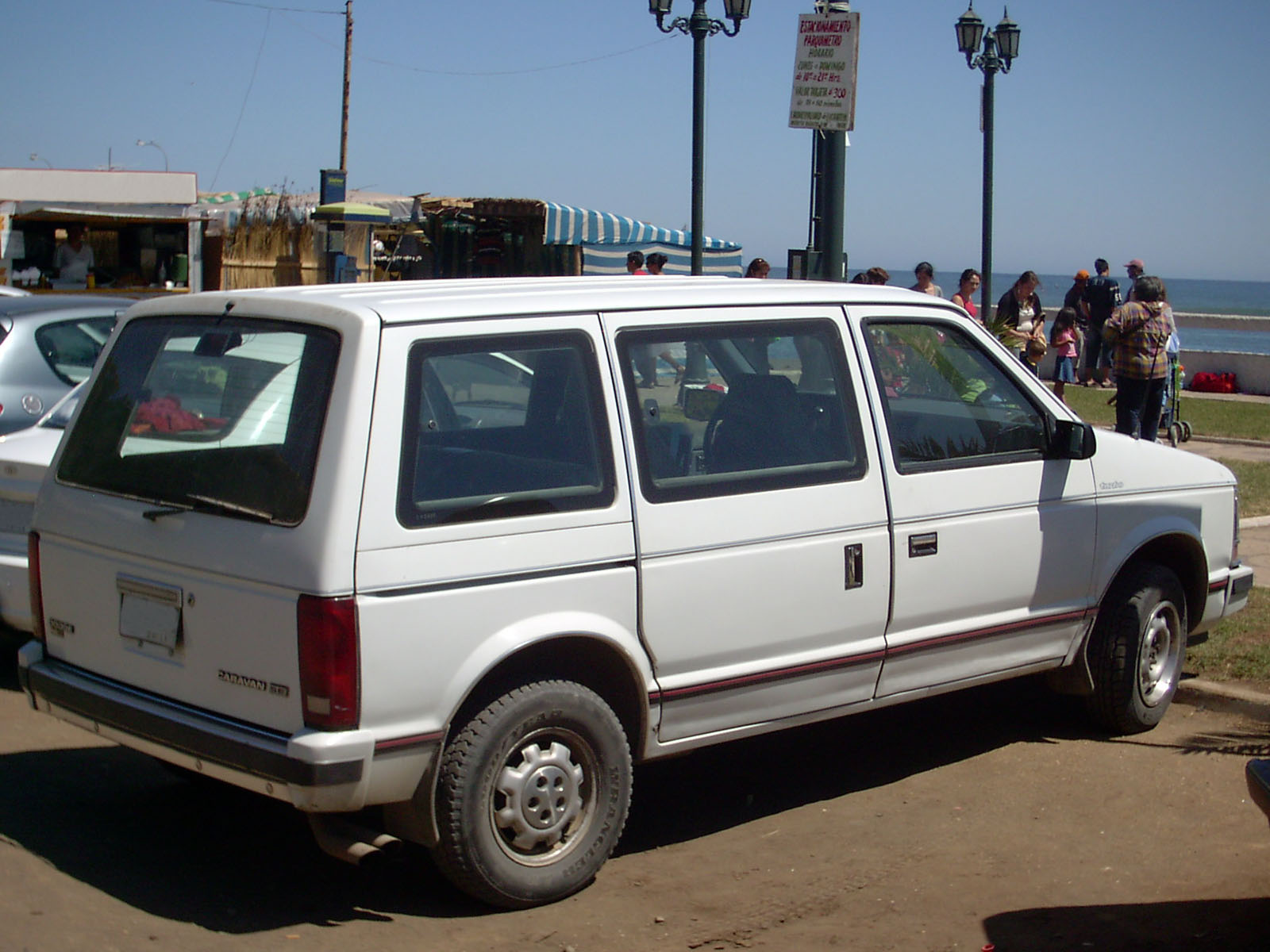
Heckansicht
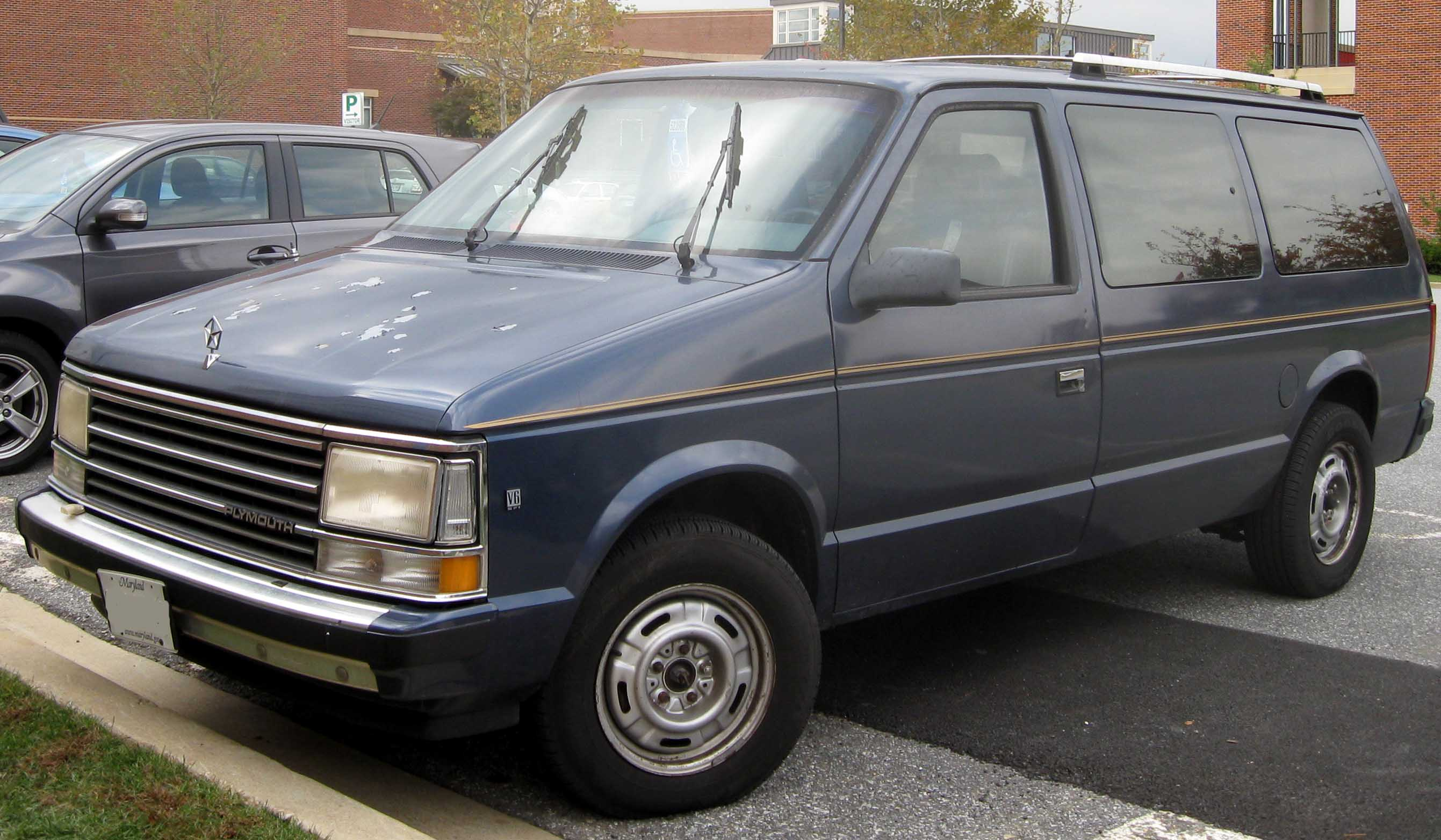
Plymouth Grand Voyager SE (1987–1990)
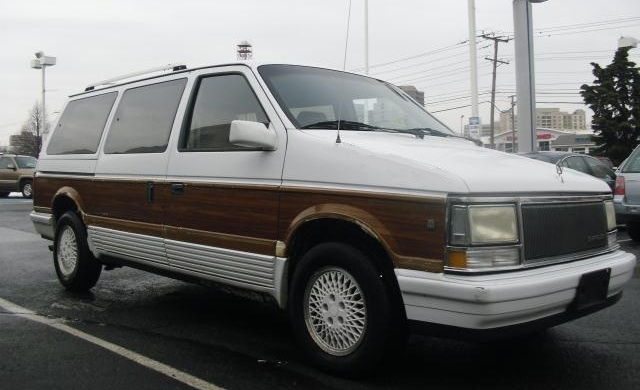
Chrysler Town & Country (1989–1990)

## Voyager (Typ AS / ES, 1991–1995)
Anfang 1991 begann die Produktion, die zunächst nur in den USA stattfand, von wo aus die Fahrzeuge anfänglich exportiert wurden. Ab Ende April 1992 wurde der Bedarf für den europäischen Markt sowie für eine Reihe weiterer Staaten (insgesamt 56) dann im österreichischen Eurostar Automobilwerk hergestellt.
Die Modellcodes lauteten für Europa ES (Chrysler Voyager / Grand Voyager) und für Nordamerika AS (Plymouth Voyager / Grand Voyager; Dodge Caravan / Grand Caravan; Chrysler Town & Country).
Der europäische Voyager ist äußerlich sehr ähnlich zum Dodge Caravan, er erhält sogar den typischen Dodge-Kühlergrill. Die lange Version hat wie schon beim Plymouth Voyager den Namenszusatz Grand. Der Town & Country wurde nur mit langem Radstand angeboten.
Mitte 1993 erfuhr das Modell ein umfangreiches Facelift. Trotz der Produktion in 1993 gelten diese Fahrzeuge als Modelljahr 1994. Änderungen betreffen unter anderem Antiblockiersystem, Beifahrer-Airbag, Motorleistung, Motorisierungen, Funkfernbedienung, Ausstattungen sowie geringfügige Änderungen am äußeren Erscheinungsbild.

### Motorisierung
Für den Voyager standen verschiedene Motoren zur Wahl: Ottomotoren mit 2,5, 3,0 (von Mitsubishi) oder 3,3 Liter Hubraum – und ab Modelljahr 1994 für die USA eine 3,8-Liter-Variante. Ab Produktionsstart in Österreich gab es auch einen 2,5-Liter-Dieselmotor mit einer maximalen Leistung von 85 kW (115 PS) von VM Motori. Die 3,3-Liter- und 3,8-Liter-Motoren waren nur zusammen mit dem Automatikgetriebe erhältlich. Der 3,8-Liter-Motor wurde auf dem europäischen Markt nicht angeboten und blieb Dodge (Grand) Caravan, Plymouth (Grand) Voyager und Chrysler Town & Country vorbehalten.
Wahlweise gab es den Wagen mit Vorderradantrieb oder permanentem Allradantrieb (AWD), immer in Kombination mit dem 4-Gang-Automatikgetriebe und anfangs nur mit dem 3,3-Liter-Motor. Mit Einführung der 3,8-Liter-Variante im Modelljahr 1994 war der Allradantrieb auch mit diesem Motor verfügbar.
Für das Modelljahr 1994 wurde die Motorleistung des 3,3-Liter-Motors von 110 auf 120 kW erhöht. Die 3,8-Liter-Variante leistet auch maximal 120 kW, aber schon bei 4400/min, statt bei 4800/min wie die 3,3-Liter-Variante.

### Bildergalerie der Modelle

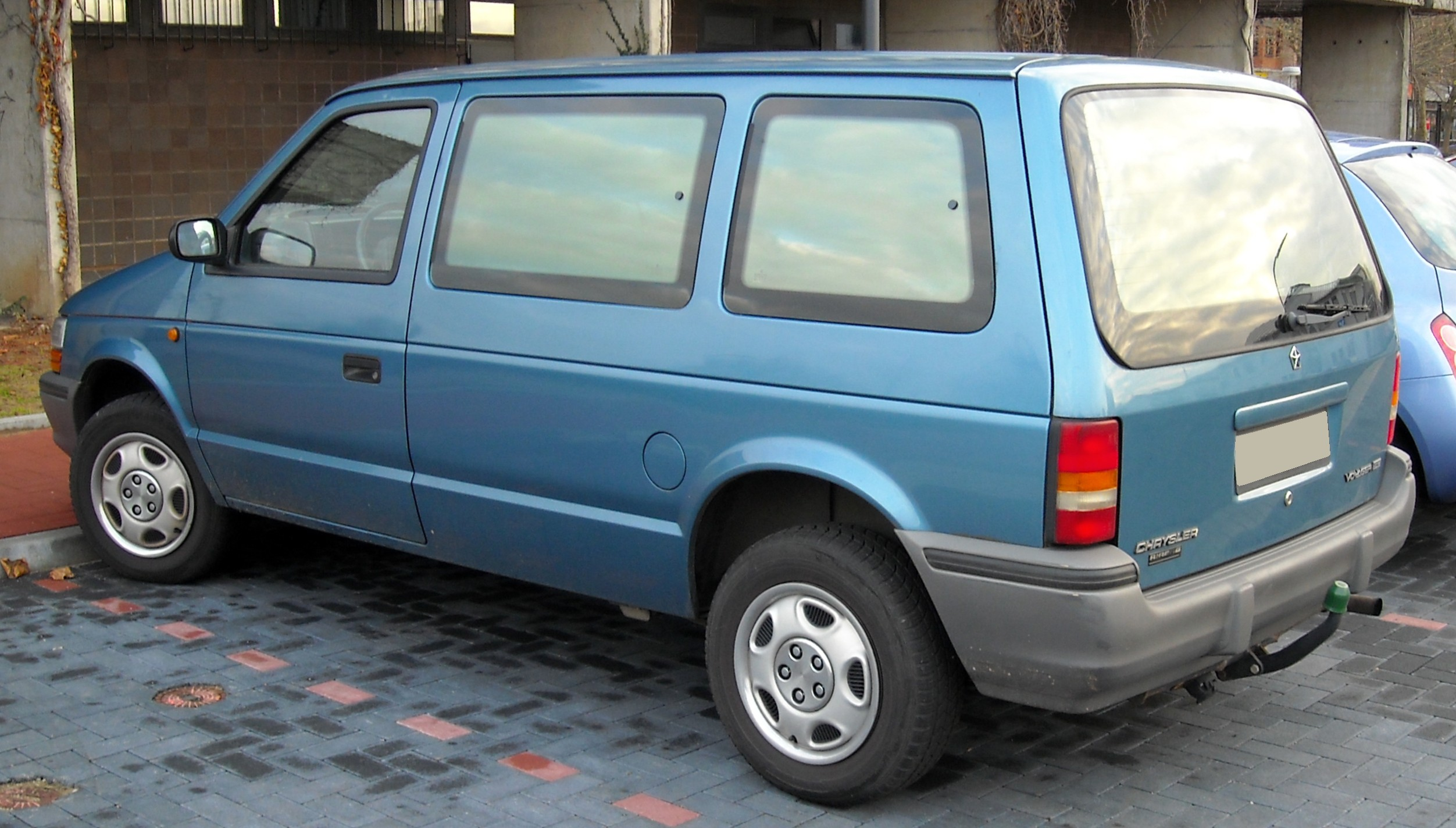
Heckansicht
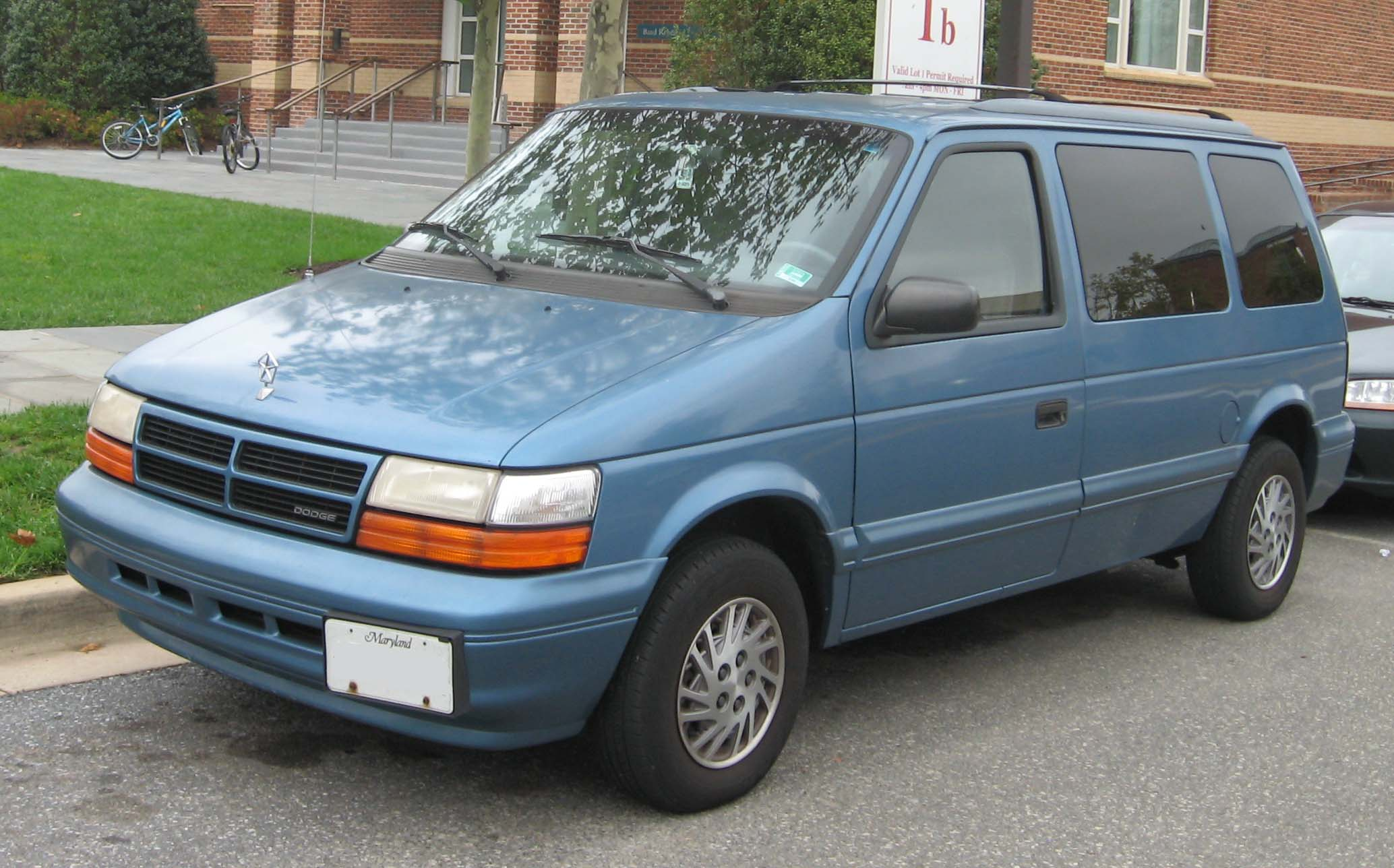
Dodge Caravan (1991–1995)
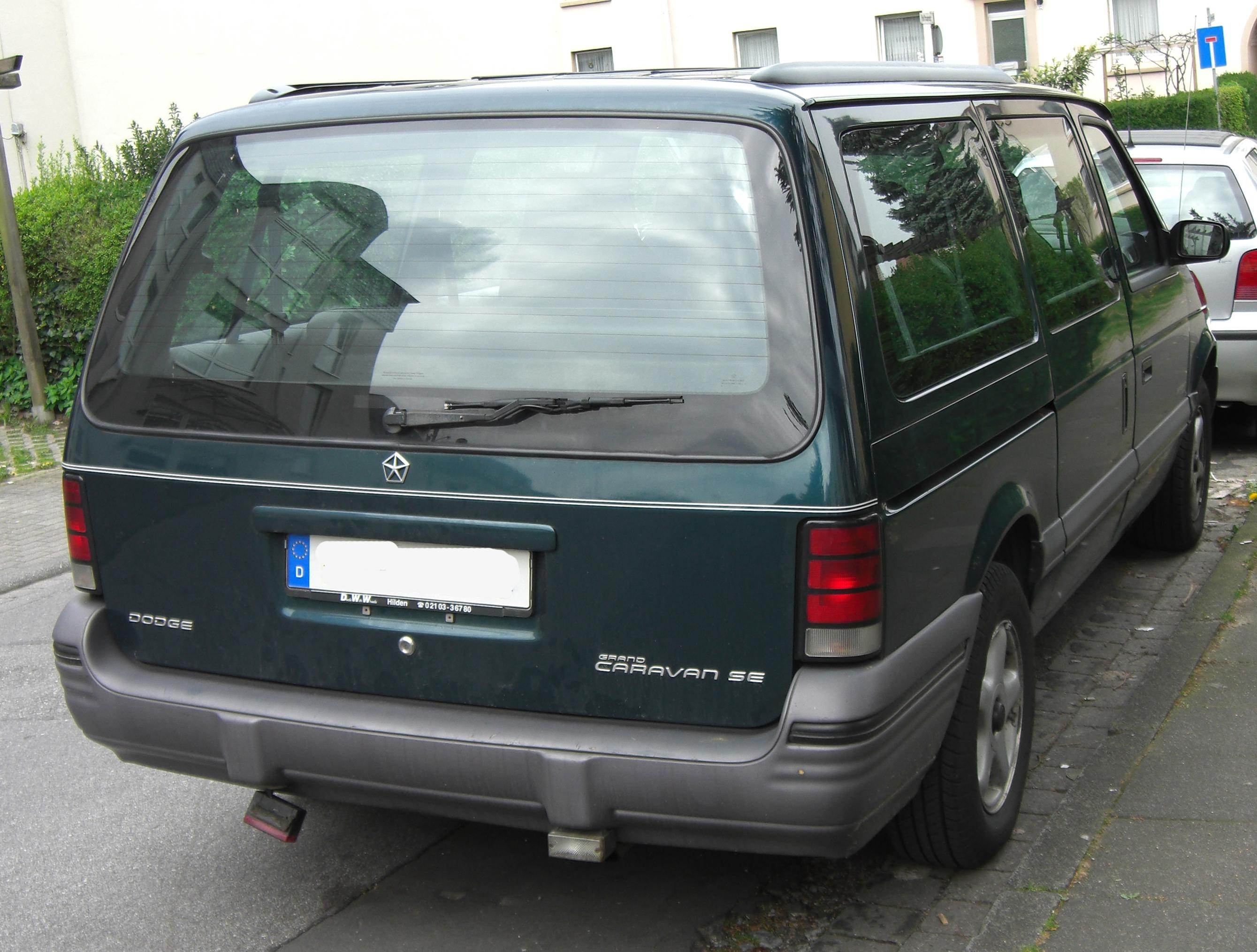
Heckansicht Grand Caravan
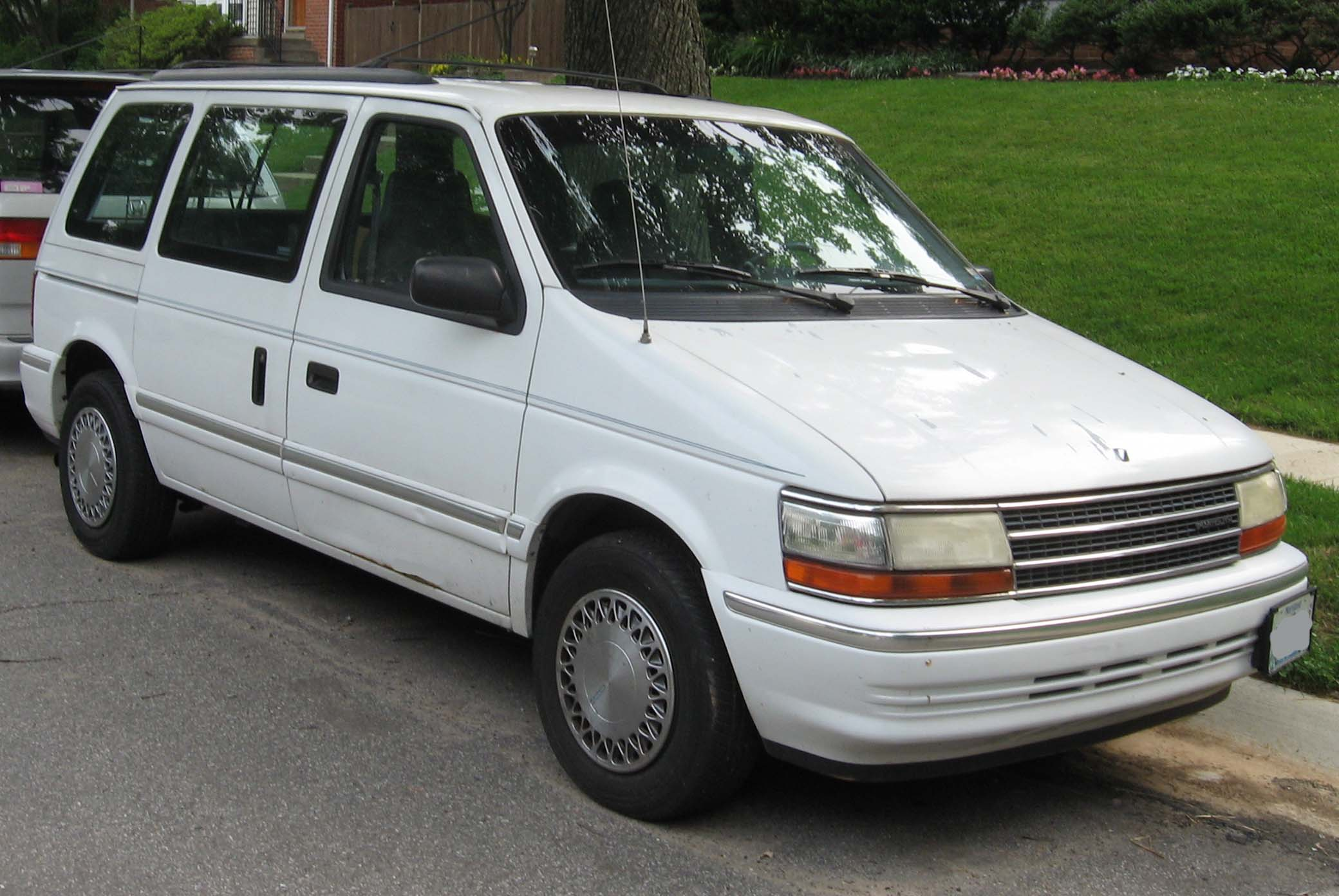
Plymouth Voyager (1991–1995)
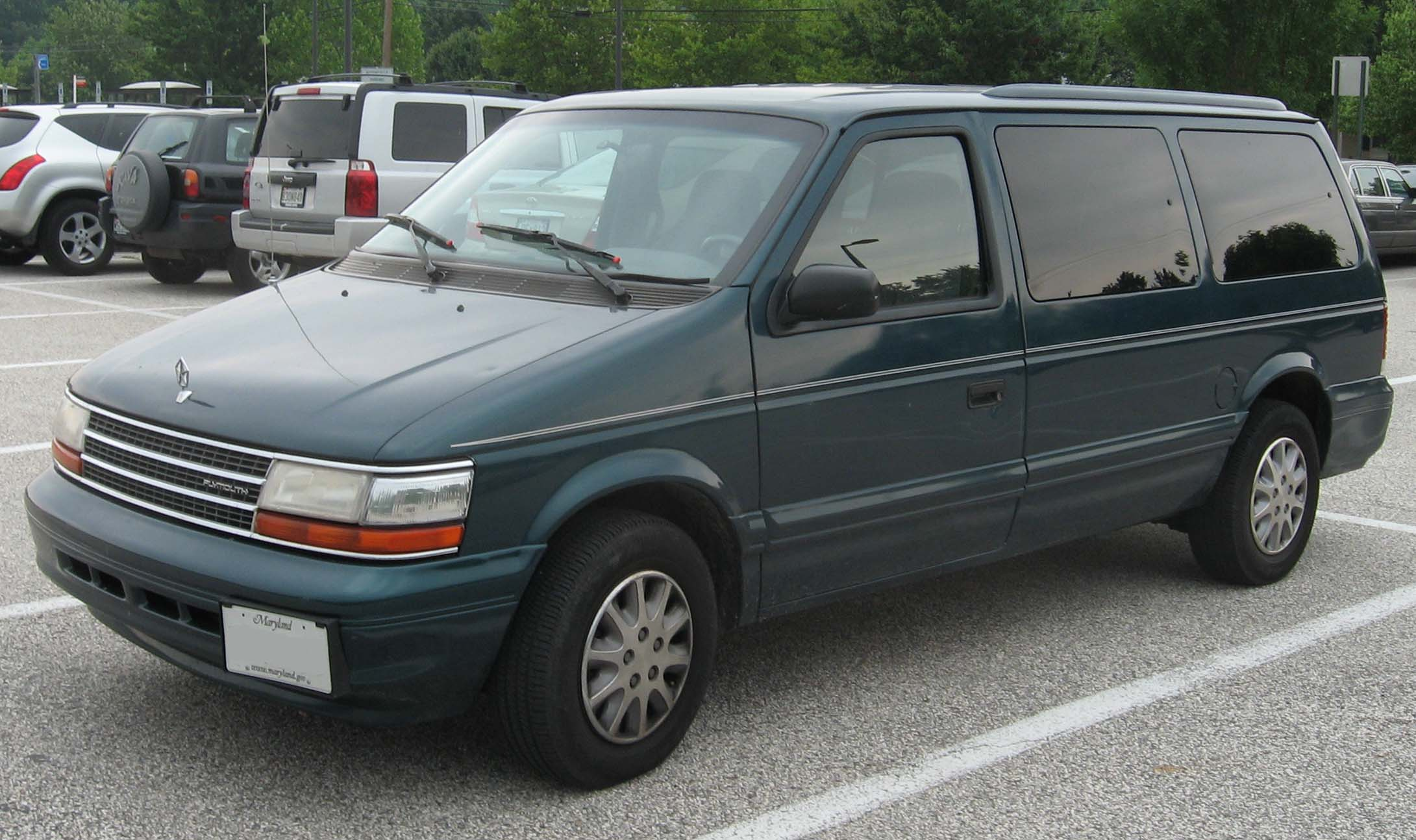
Plymouth Grand Voyager (1992–1995)
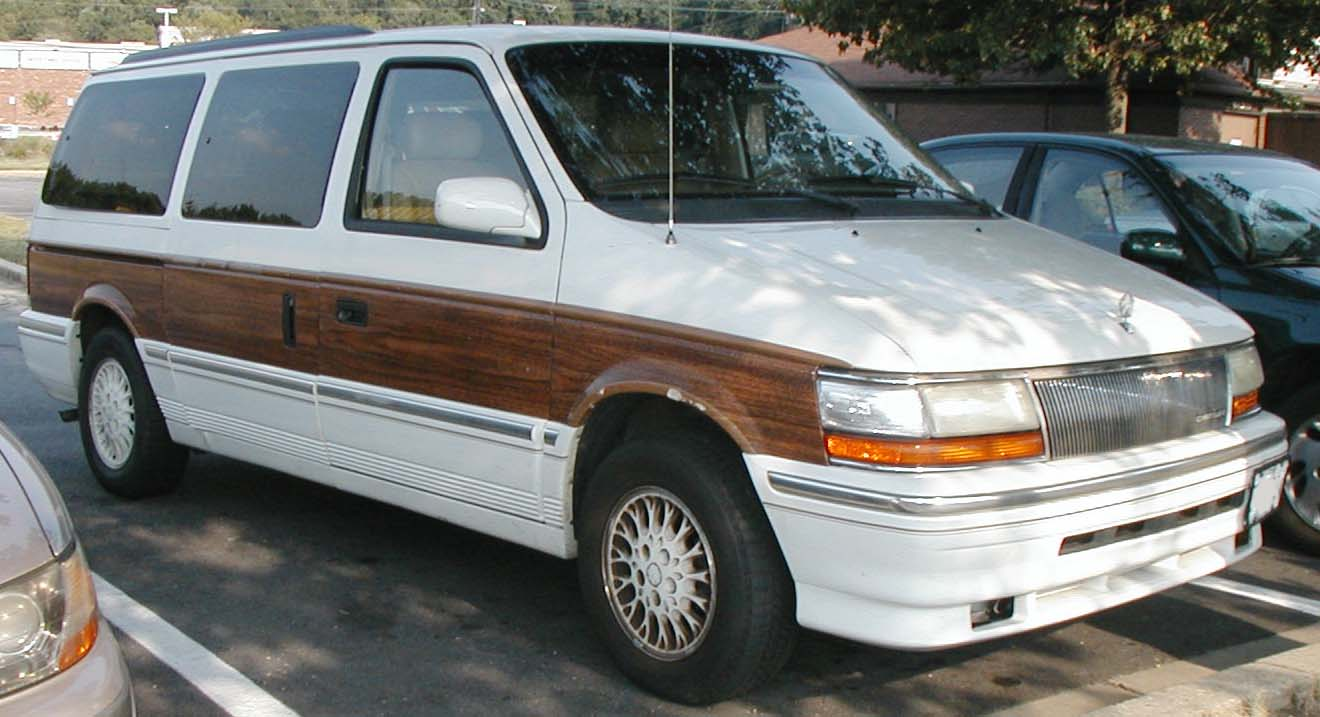
Chrysler Town & Country (1991–1995)

## Voyager (Typ GH/GS, 1995–2000)
Im Frühjahr 1995 erschien die dritte Generation des Voyager. Die Motorenpalette wurde im Prinzip beibehalten, zusätzlich gab es einen 2,0-l-Ottomotor mit einer maximalen Leistung von 98 kW (133 PS). Die Fahrzeuge hatten weiterhin den Dodge-Grill.
Ab dem Modelljahr 2000 wurde auch in Nordamerika der Name Chrysler Voyager eingeführt, nachdem die Marke Plymouth eingestellt wurde. Es gab in dieser Modellausführung den Chrysler Voyager und den Chrysler Grand Voyager. Der Unterschied zwischen Voyager und Grand Voyager liegt in den Abmessungen und dem Gewicht.
Die Modellcodes für Europa lauteten GH (Grand Voyager) sowie GS (Voyager), während in Nordamerika der Code NS verwendet wurde.

### Sicherheit
Diese Modellgeneration wurde 1999 beim Euro-NCAP-Crashtest mit zwei Sternen (von fünf möglichen) für Insassenschutz bewertet. Beim Frontalcrash beschrieb es Euro NCAP als das damals schlechteste Ergebnis in seiner Fahrzeugklasse. Beim Seitenaufprall hingegen bescheinigte Euro NCAP dem Fahrzeug, aufgrund der überdurchschnittlich hohen Sitzposition, einen guten Schutz.
Bei den zuvor für Fahrzeuge des Modelljahrs 1996 durchgeführten Crashtests durch das IIHS wurde es im Versuch „Moderate overlap front“ mit „Marginal“, beim US-NCAP-Crashtest im Frontalversuch am Fahrerplatz mit drei Sternen und am Beifahrerplatz mit vier Sternen, bewertet.

### Bildergalerie der Modelle

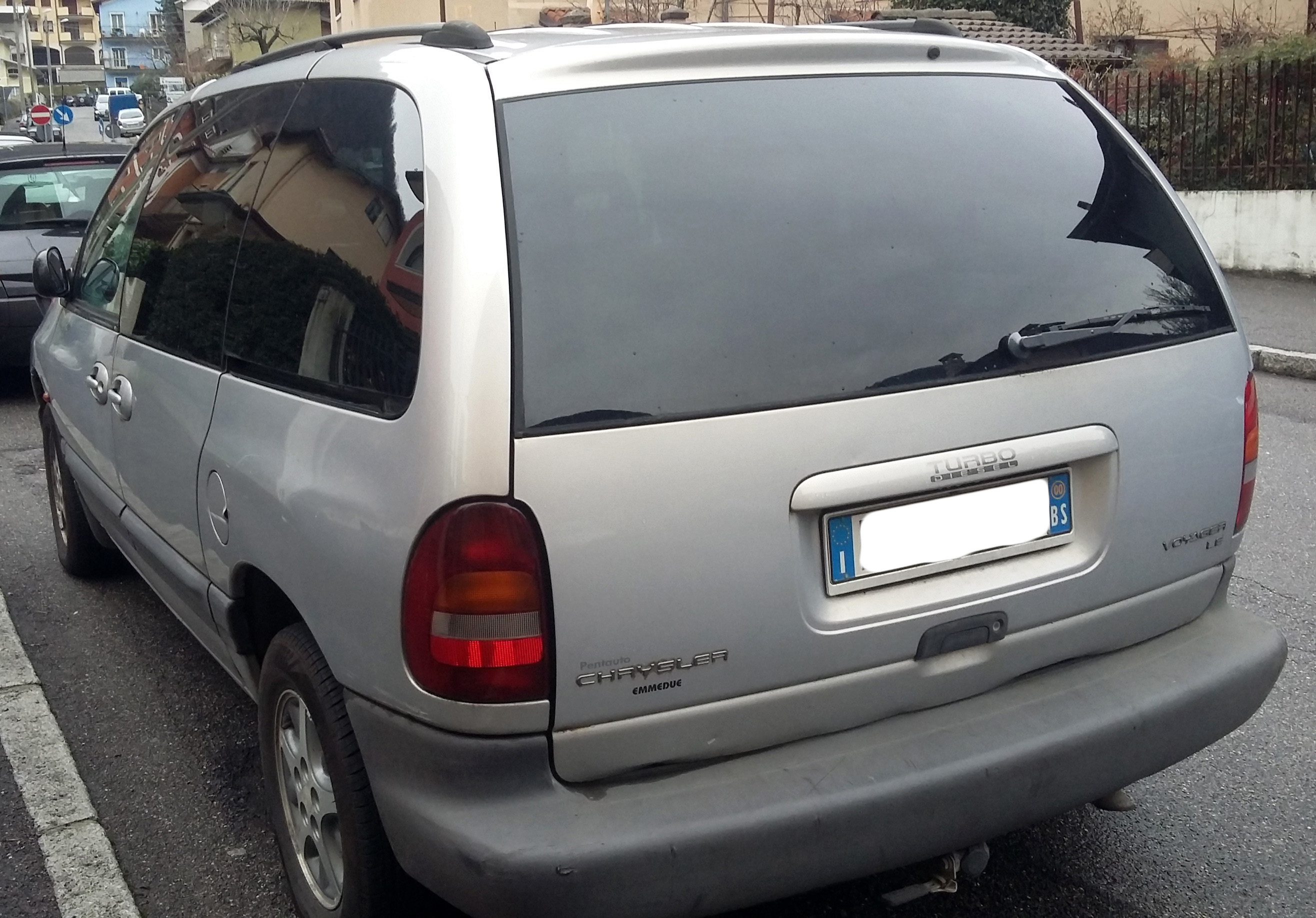
Heckansicht
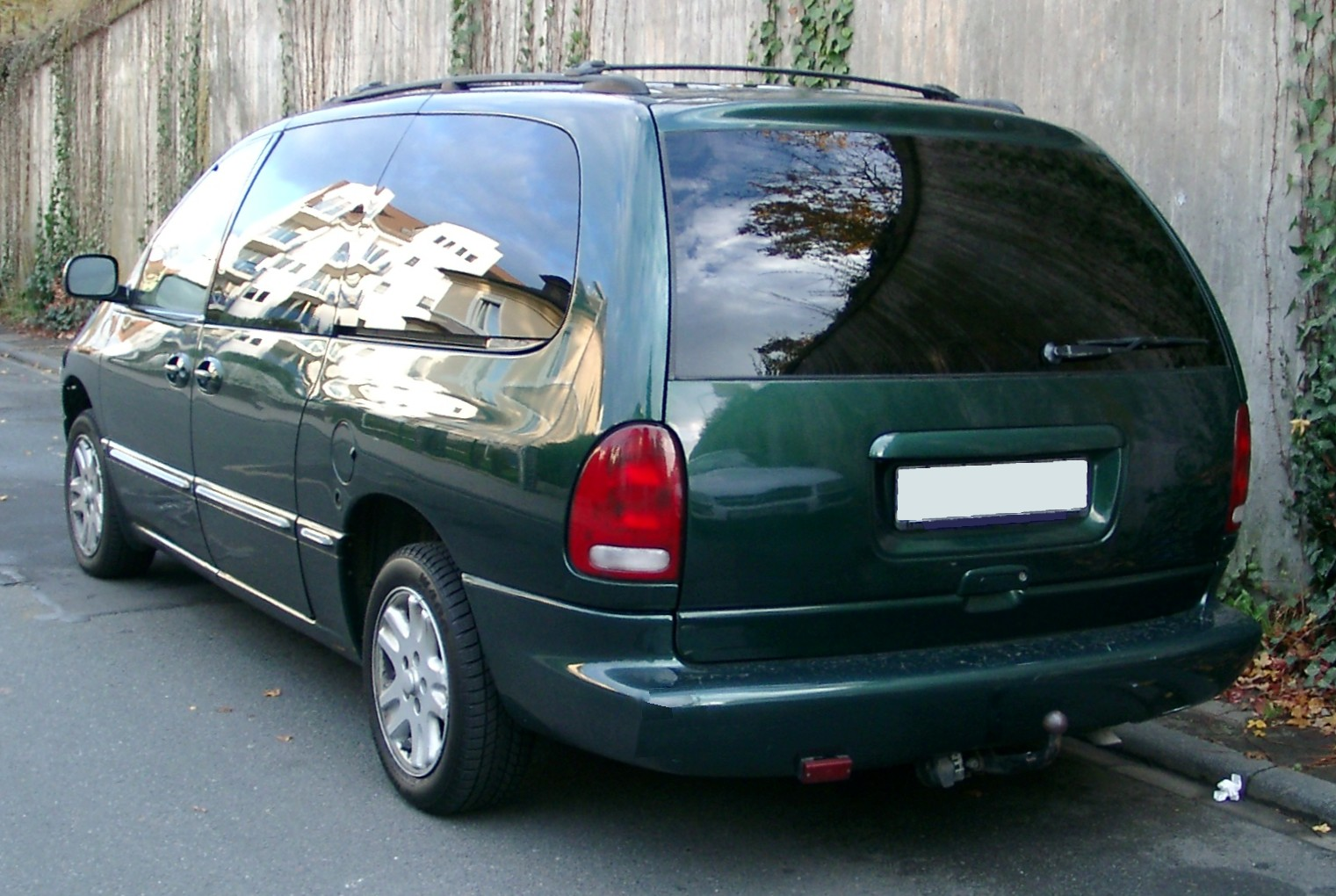
Heckansicht Grand Voyager
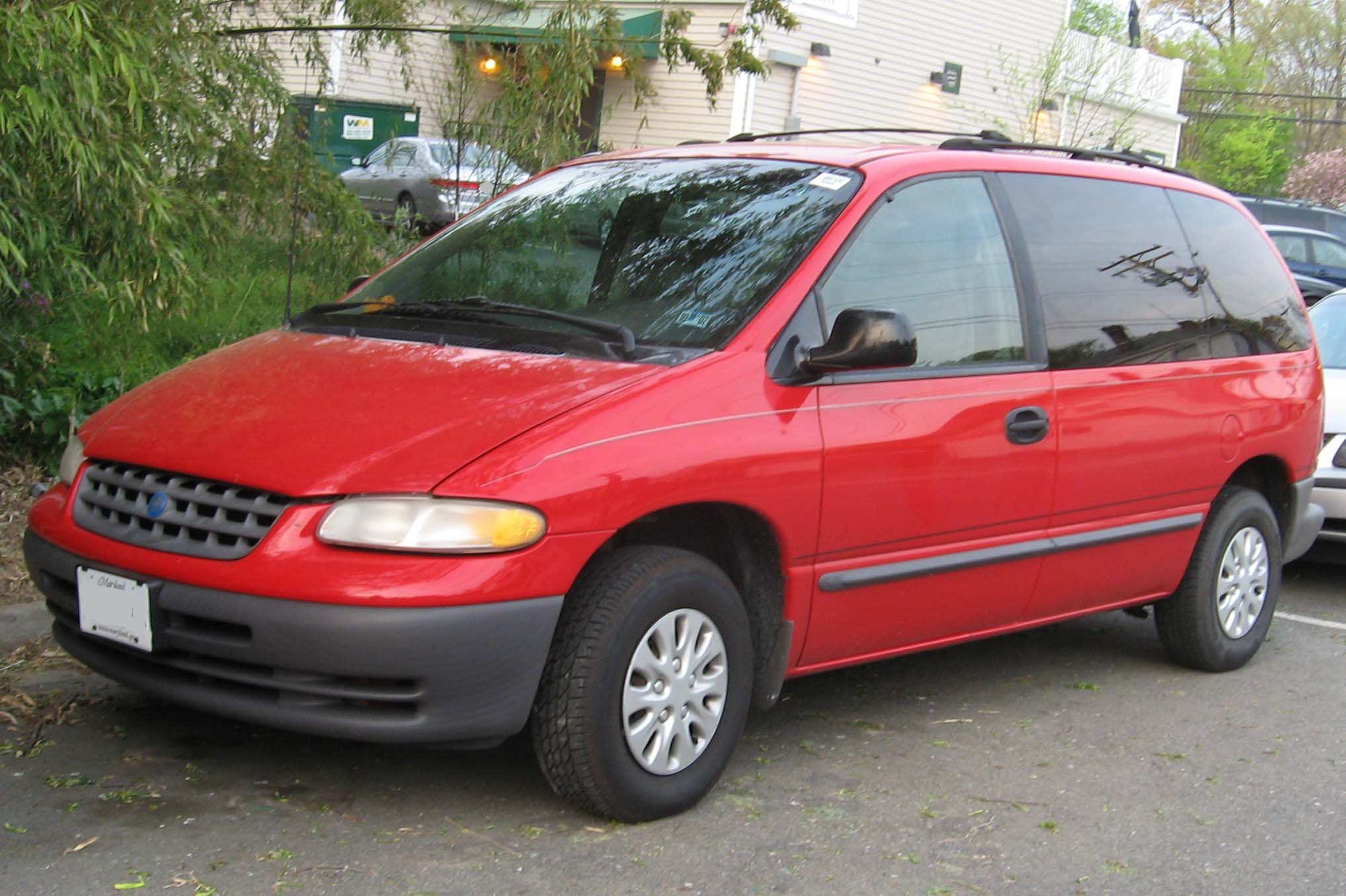
Plymouth Voyager (1995–2000)
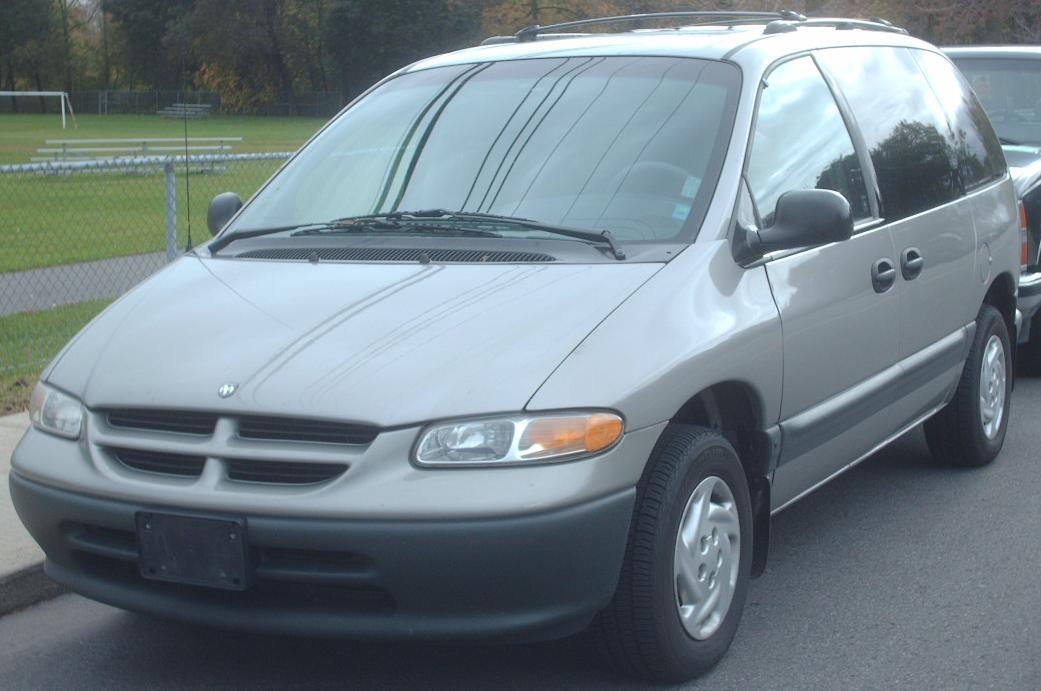
Dodge Caravan (1995–2000)
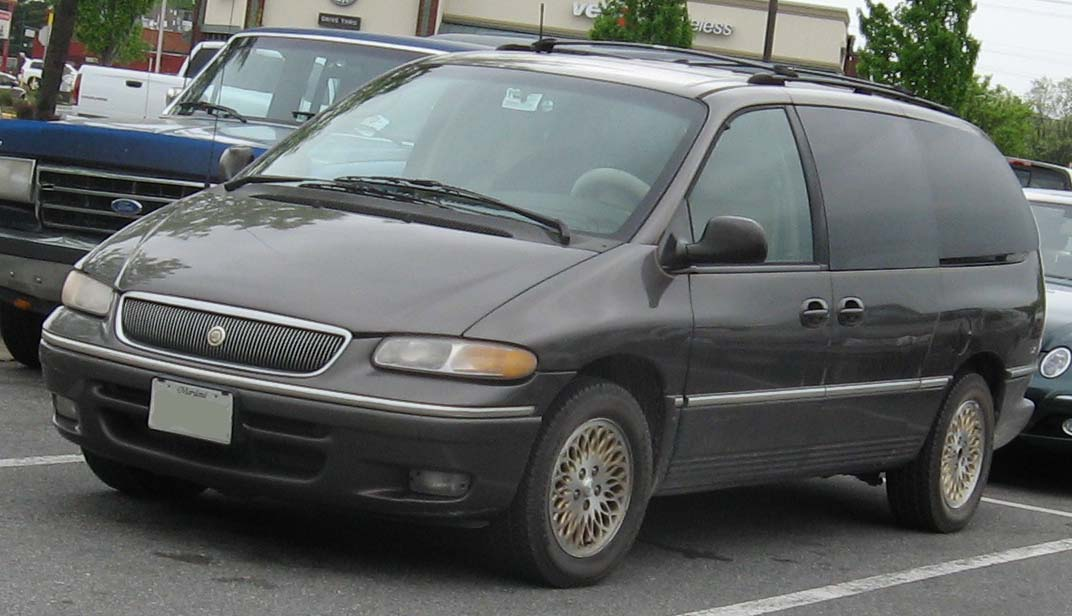
Chrysler Town & Country (1995–2000)

## Voyager (Typ GK/GY/RG, 2000–2007)

### Modellgeschichte
Im Herbst 2000 erschien die nun vierte Ausführung der Großraumlimousine.
Neu im Motorenprogramm war ein Dieselmotor mit Common-Rail-Einspritzung von Bosch, der über eine DOHC-Ventilsteuerung mit 16 Ventilen verfügte und eine Leistungssteigerung auf maximal 104 kW bzw. 106 kW erhielt. Erstmals wurde hier ein typischer Chrysler-Grill verbaut. Modellcodes für Europa: GK (Grand Voyager mit Rechtslenkung) / GY (Grand Voyager mit Linkslenkung) / RG (Voyager allgemein), Modellcode Nordamerika: RS
Von Herbst 2000 bis Mitte 2004 gab es auch in Nordamerika ein Modell mit dem Namen Chrysler Voyager, da die Marke Plymouth eingestellt worden war. Es war die Version mit kurzem Radstand. Ab Sommer 2004 wurde er in Chrysler Town and Country umbenannt, nach der bereits die längere Version des Wagens benannt war.
Anfang 2002 wurde das Eurostarwerk von Magna Steyr übernommen.
Ein Facelift erfolgte im Sommer 2004. Der Dieselmotor (2,8 Liter Hubraum mit 110 kW) war ausschließlich nur mit Automatikgetriebe zu haben, dazu war noch das neue Sitzsystem (Stow ’n Go) erhältlich, bei dem sich die beiden hinteren Sitzreihen komplett versenken lassen.
Im Dezember 2007 wurde die Montage des Modells von Magna Steyr in ihrem Grazer Werk eingestellt.

### Sicherheit
Das rechtsgelenkte Modell erhielt beim NCAP-Crashtest lediglich zwei Sterne, wovon einer gestrichen wurde. Jedoch schnitt das linksgelenkte Modell laut Bericht signifikant besser ab und hätte vermutlich 4 Sterne erreicht.
Bei US-NCAP-Tests der National Highway Traffic Safety Administration erreichte das Modell jedoch zwischen vier und fünf Sternen (von fünf möglichen).
Beim vom IIHS durchgeführten Crashtest wurde das Fahrzeug beim Versuch „Moderate overlap front“ im Modelljahr 2001 mit „Poor“ bewertet, nach einer Nachbesserung im Modelljahr 2002 wurde die Bewertung auf „Acceptable“ erhöht.

### Bildergalerie der Modelle

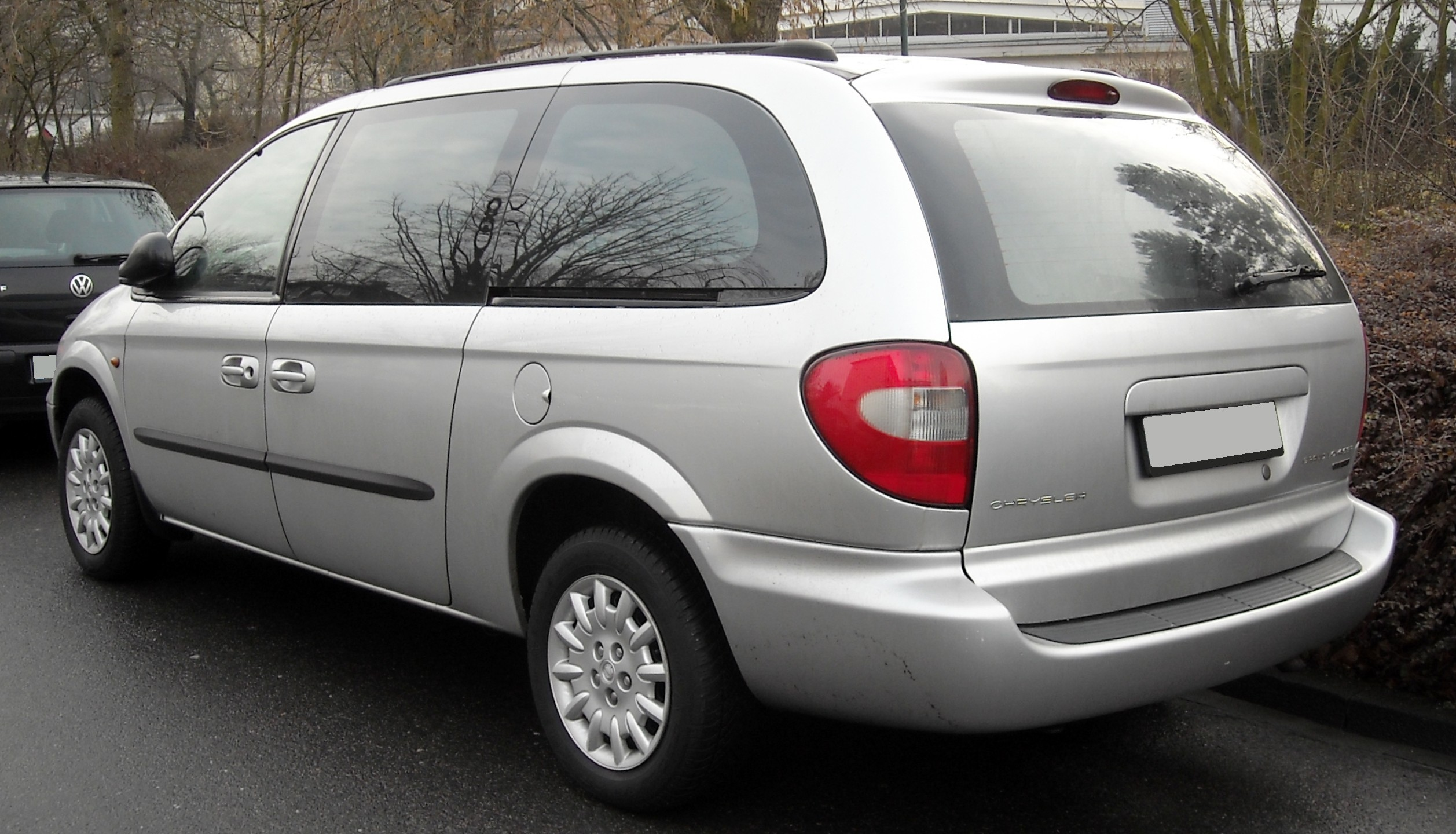
Heckansicht
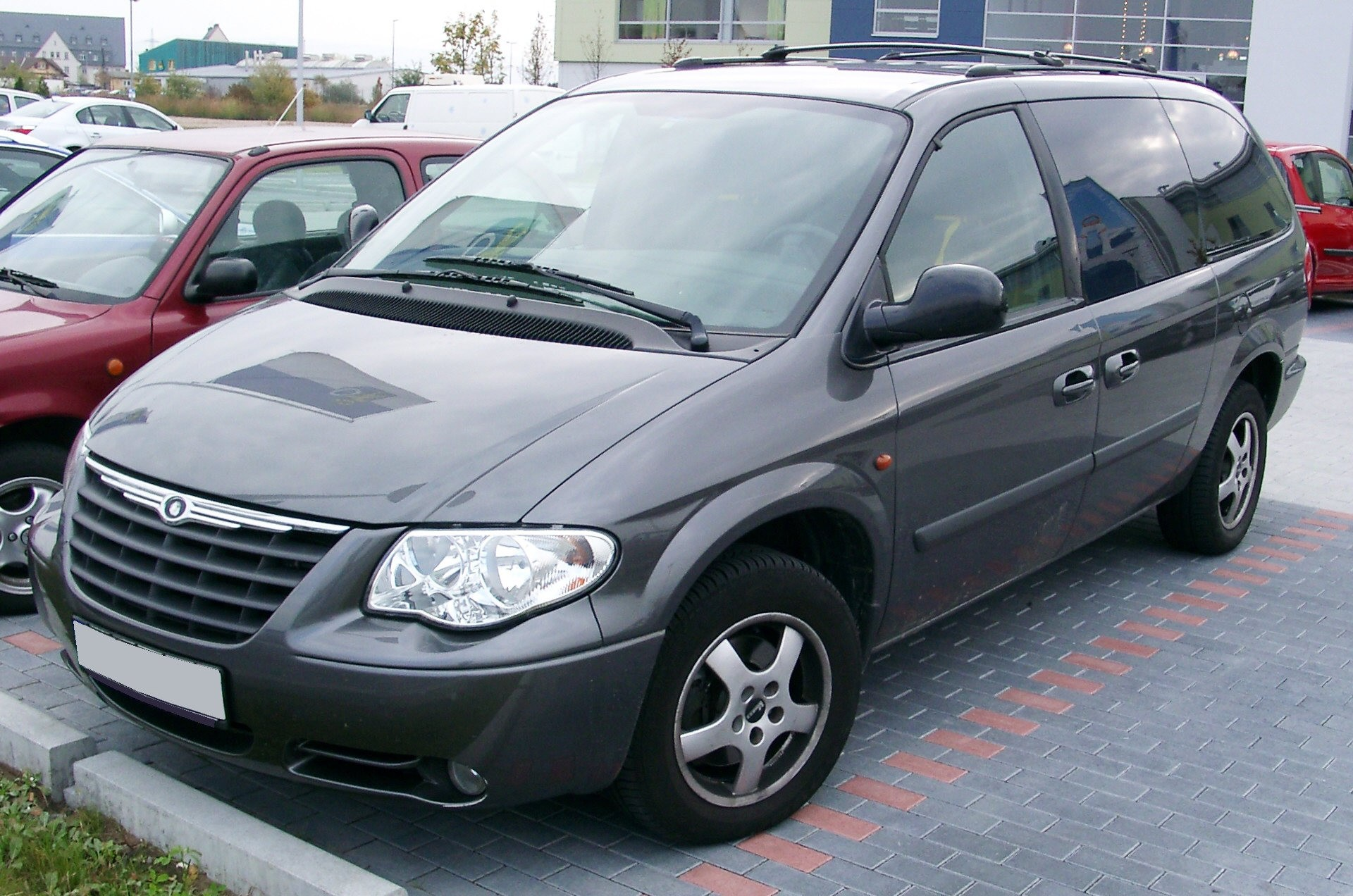
Chrysler Voyager (2004–2007)
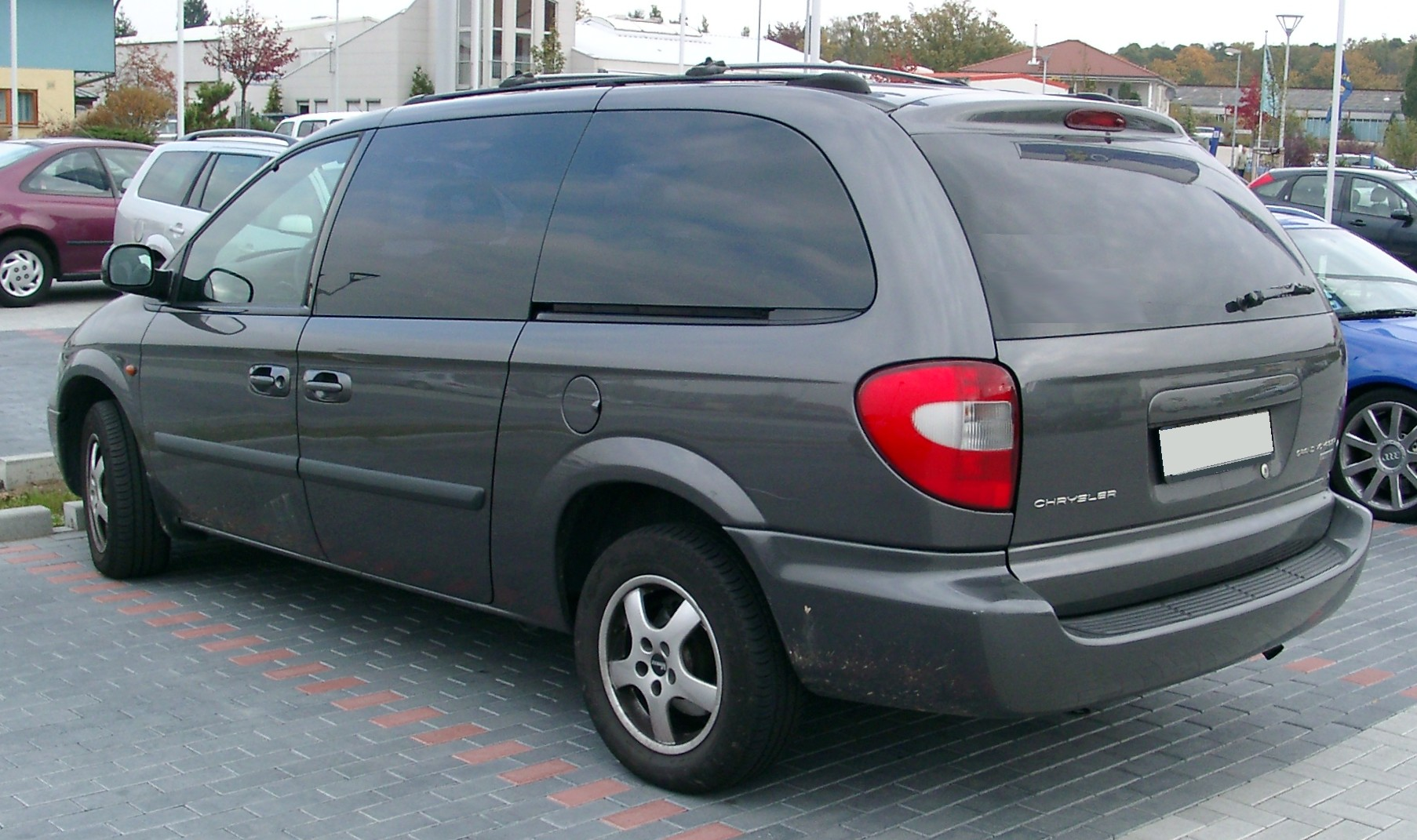
Heckansicht
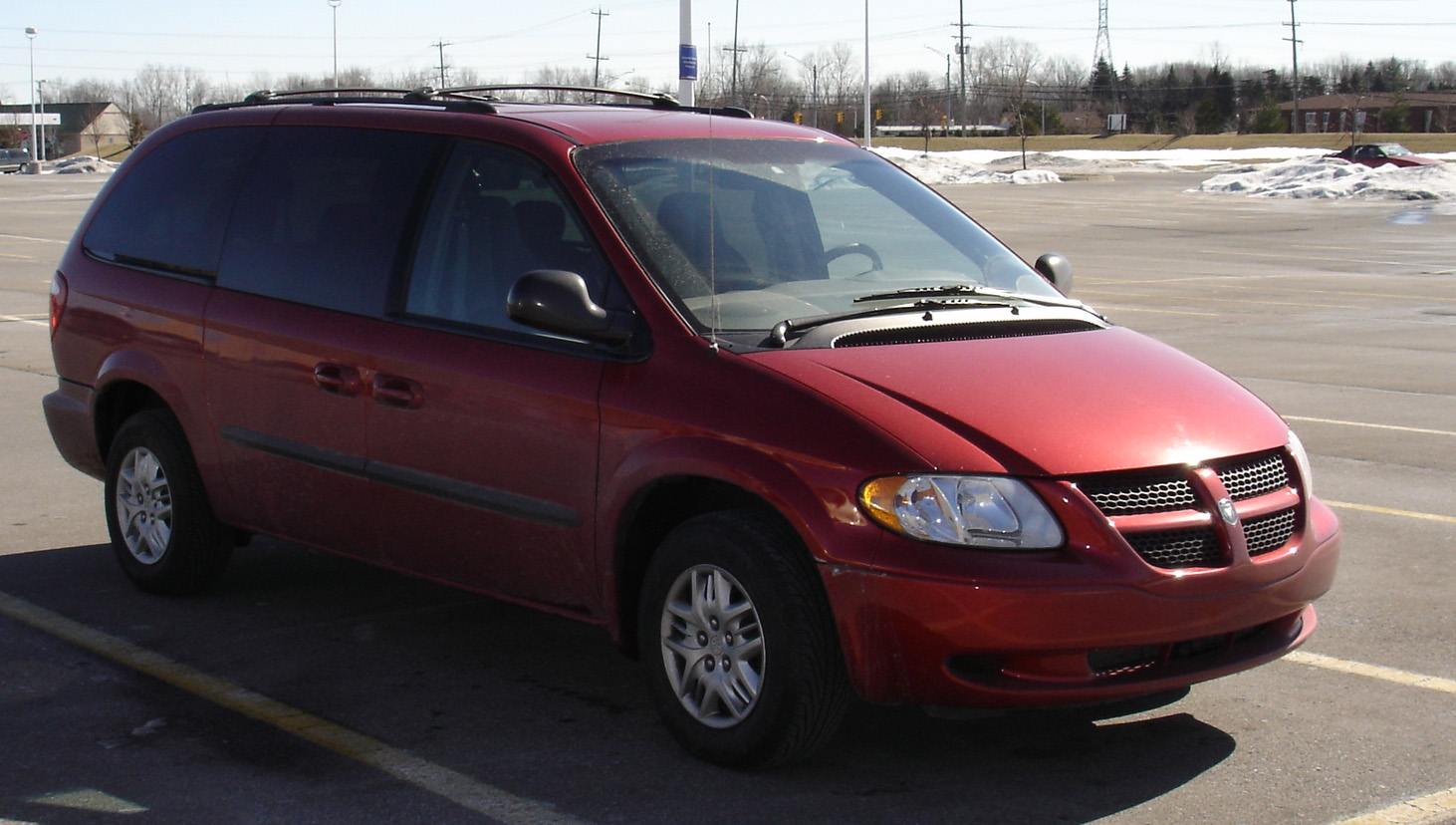
Dodge Caravan (2004–2007)
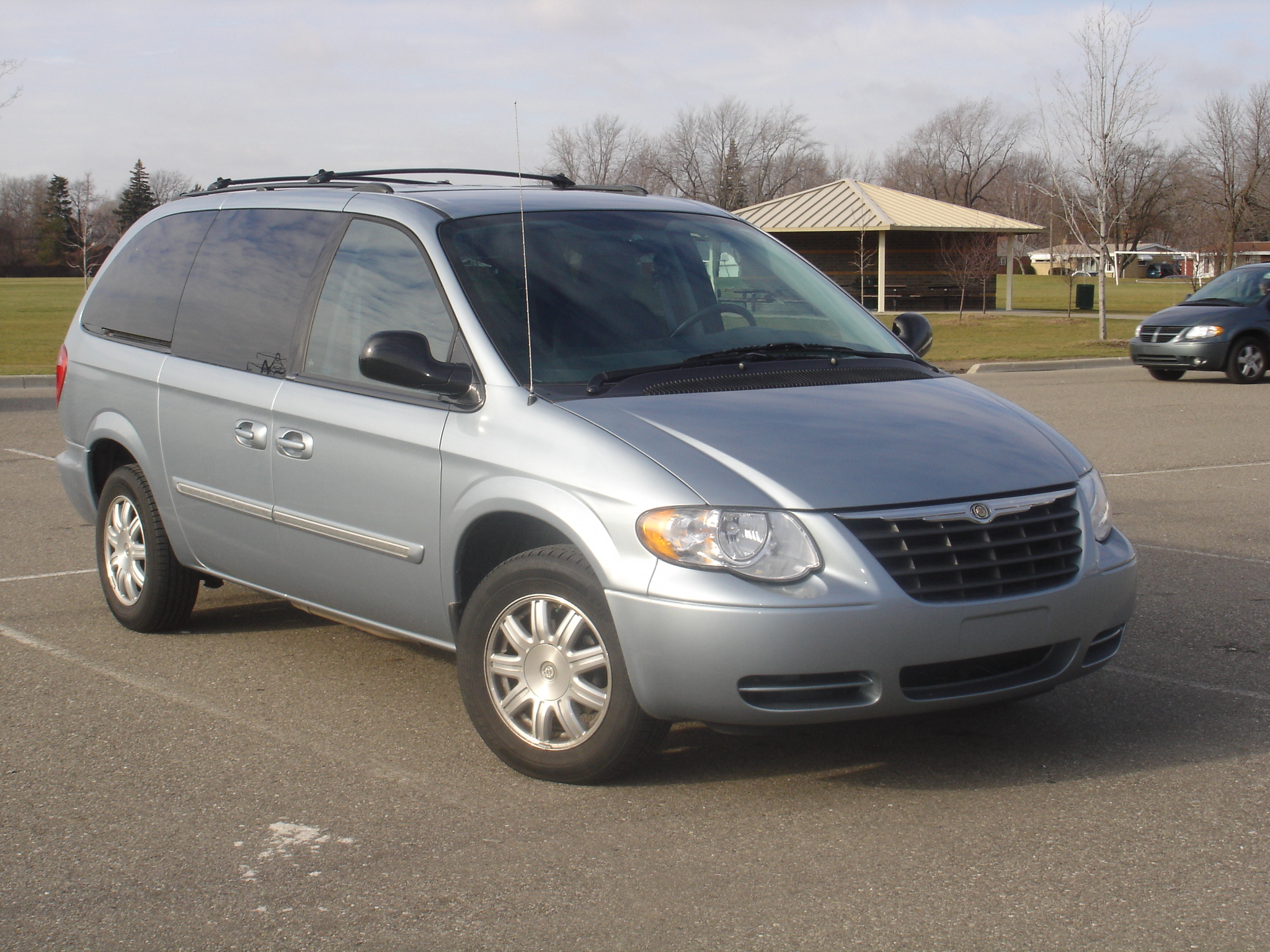
Chrysler Town & Country (2004–2007)

## Voyager (Typ RT, 2008–2016)

### Modellgeschichte
Beim neuen im Frühjahr 2008 eingeführten Modell, dessen formale Premiere als Town & Country auf der NAIAS 2007 stattfand, gibt es nur noch die Version mit langem Radstand, also praktisch nur noch den Grand Voyager. Die Europapremiere gab es auf der IAA 2007.
In Nordamerika heißt der Wagen Chrysler Town & Country. Für den dortigen Markt (USA/Kanada) wurde der Typ bis 2013 auch als VW Routan hergestellt. Alle Fahrzeuge werden im kanadischen Windsor produziert.
Von November 2011 bis 2014 wurde der Wagen auf den meisten Märkten Europas unter dem Namen Lancia Voyager vertrieben, und ersetzte somit den Lancia Phedra und den Chrysler Grand Voyager. Die Nutzfahrzeug-Versionen wurden von 2011 bis 2015 unter der Marke Ram Trucks als Ram C/V vertrieben.
Am 29. März 2016 endete die Produktion des Chrysler Town & Country. Nachfolger ist der Chrysler Pacifica.

### Motorisierung
Zur Verfügung standen ein Diesel- und ein Ottomotor. Der 2,8 Liter-Dieselmotor leistet maximal 120 kW, hat ein maximales Drehmoment von 360 Nm, ist serienmäßig mit einem Dieselpartikelfilter ausgestattet und mit allen Ausstattungslinien kombinierbar. Der 3,8 Liter-V6-Ottomotor leistet maximal 142 kW und verfügt über bis zu 305 Nm Drehmoment. Ein Sechsstufen-Automatikgetriebe ist bei diesem Modell serienmäßig vorhanden, in Deutschland wurde das Fahrzeug mit Ottomotor nur in der Ausstattungslinie Limited angeboten (als EU-Importe waren auch LX und Touring erhältlich). Zum Facelift 2011 wurde der 3,8 Liter-Motor durch einen 3,6 Liter-Motor aus der Pentastar-Baureihe ersetzt.

### Sicherheit
Dieses Modell erreichte bei den Crashtests, durchgeführt von der NHTSA, im Modelljahr 2008 im Frontalversuch fünf Sterne, im nach dem Facelift im Modelljahr 2012 durchgeführten Crashtest, eine Gesamtwertung von vier Sternen.
Bei der durch das IIHS durchgeführten Crashtestserie wurde es im Versuch „Moderate overlap front“ mit „Good“ bewertet.

Modelle
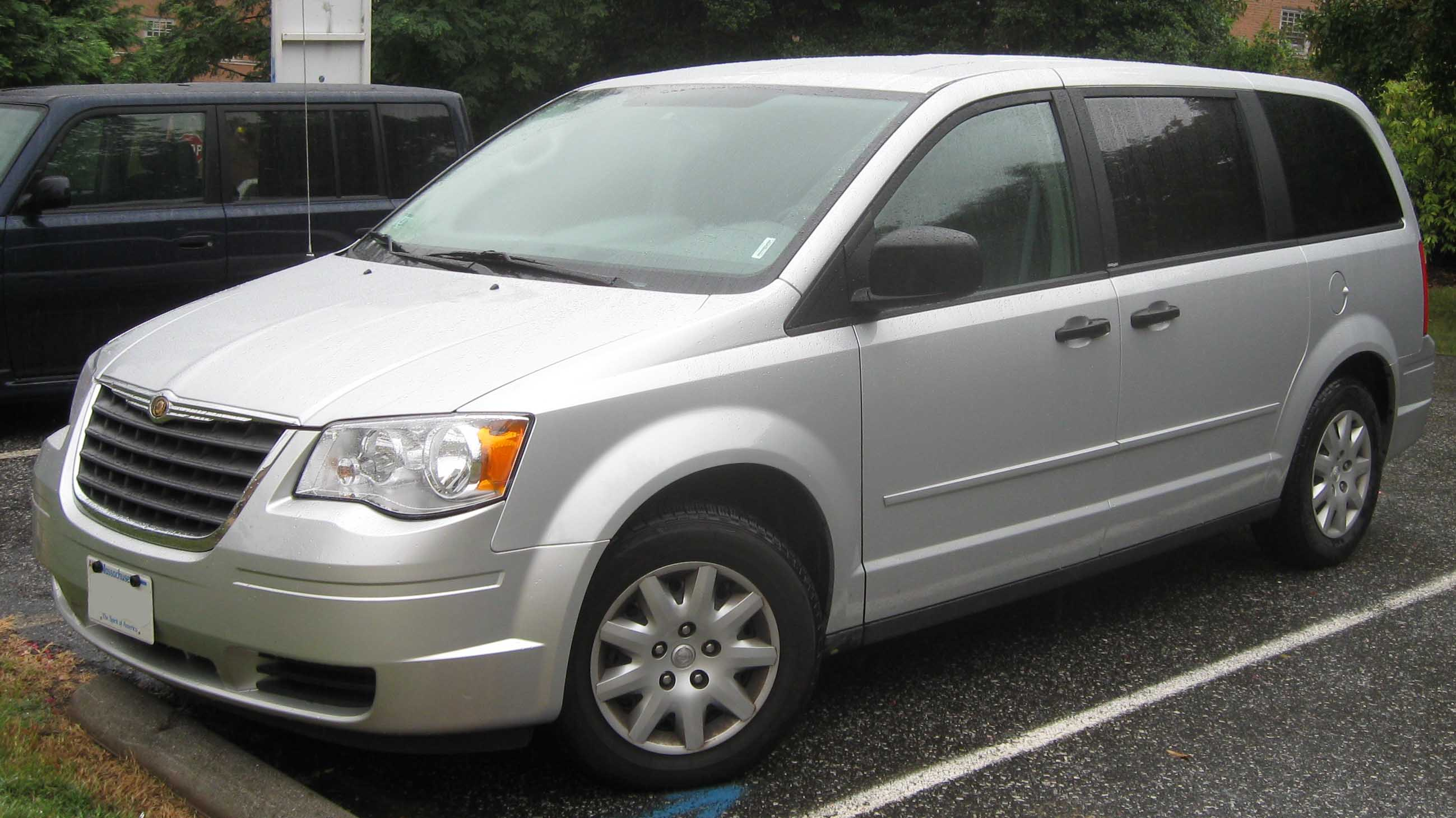
Chrysler Town & Country LX (2008–2011)
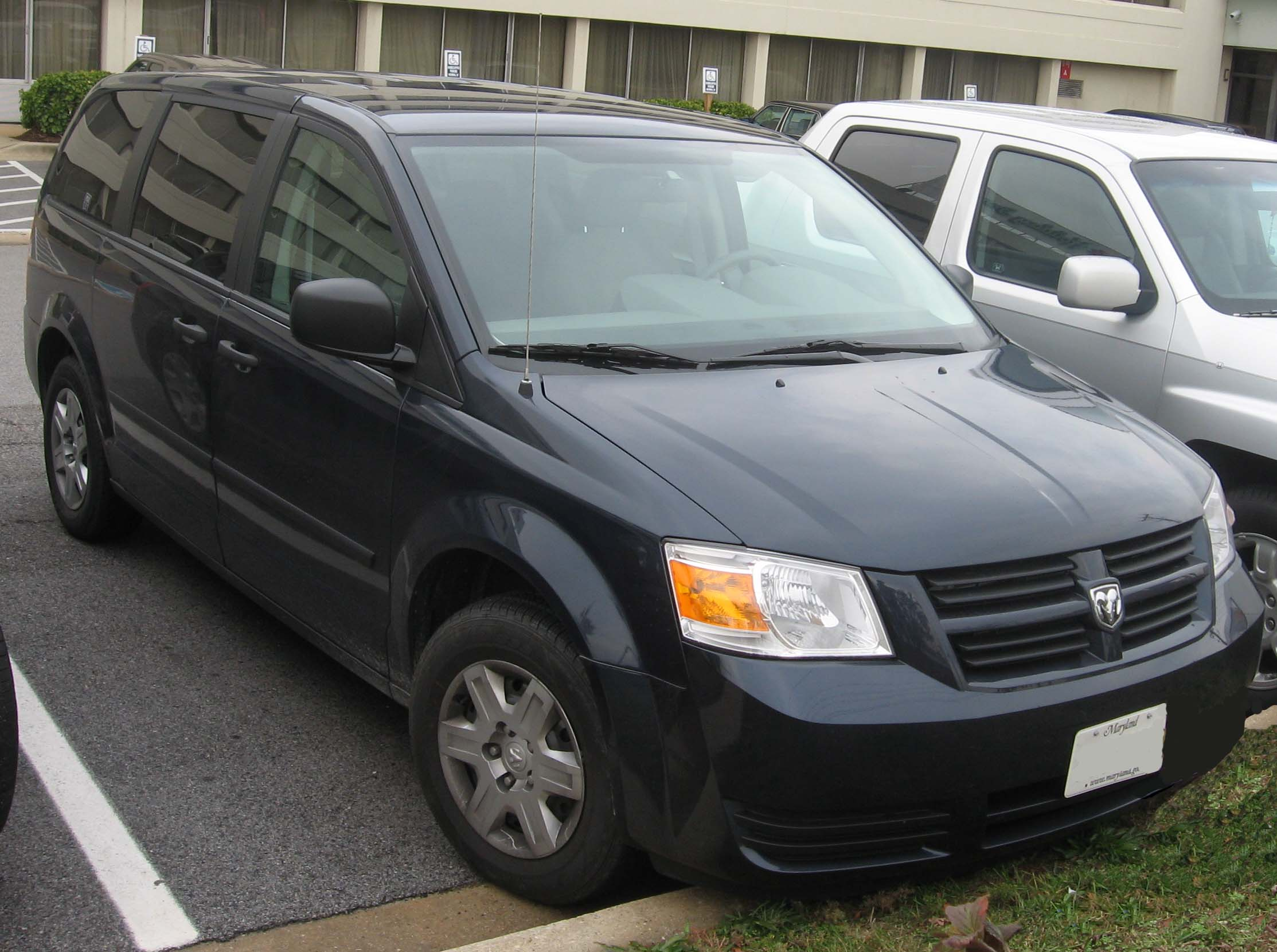
Dodge Grand Caravan SE (2008–2011)
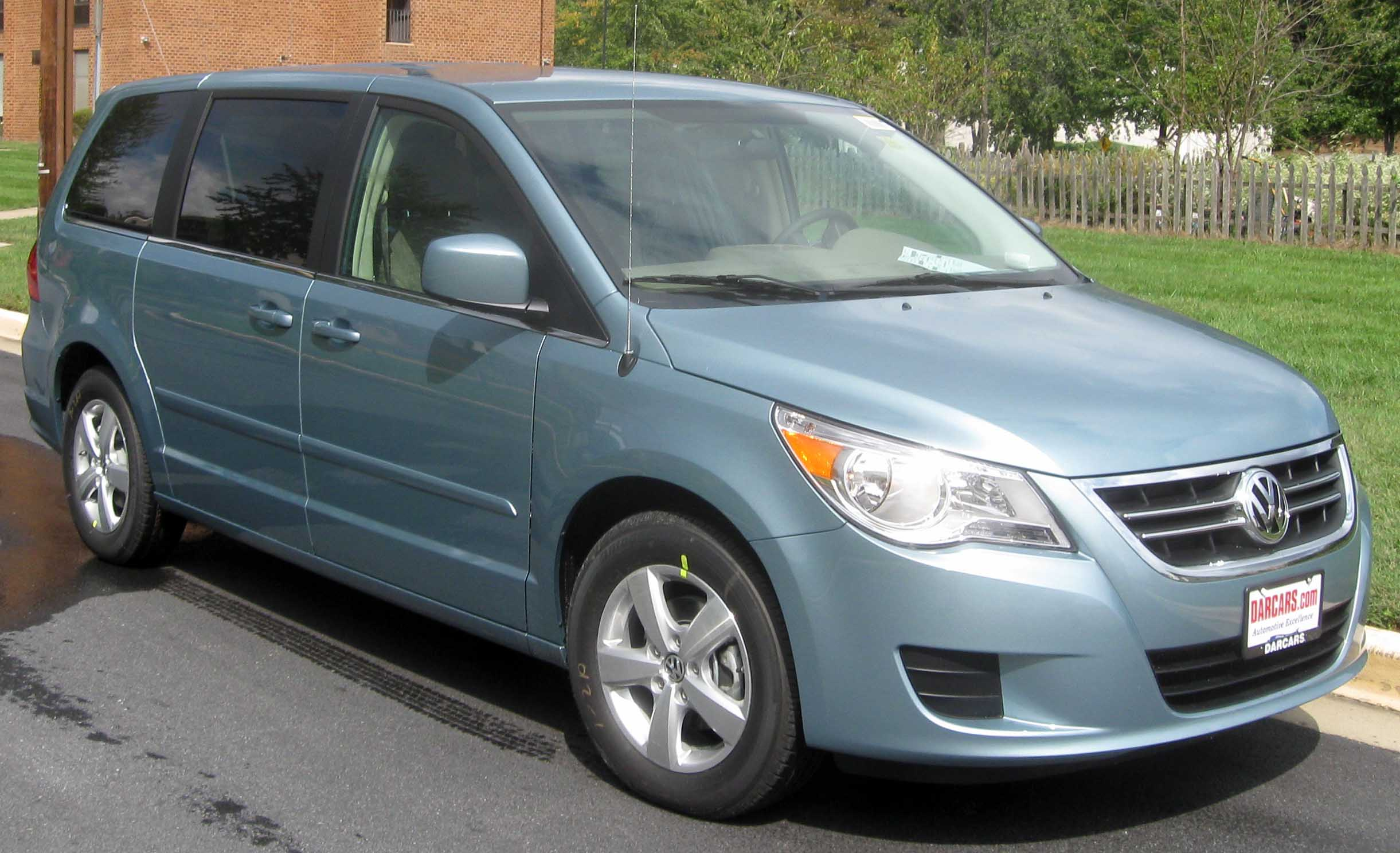
VW Routan SE (2008–2013)
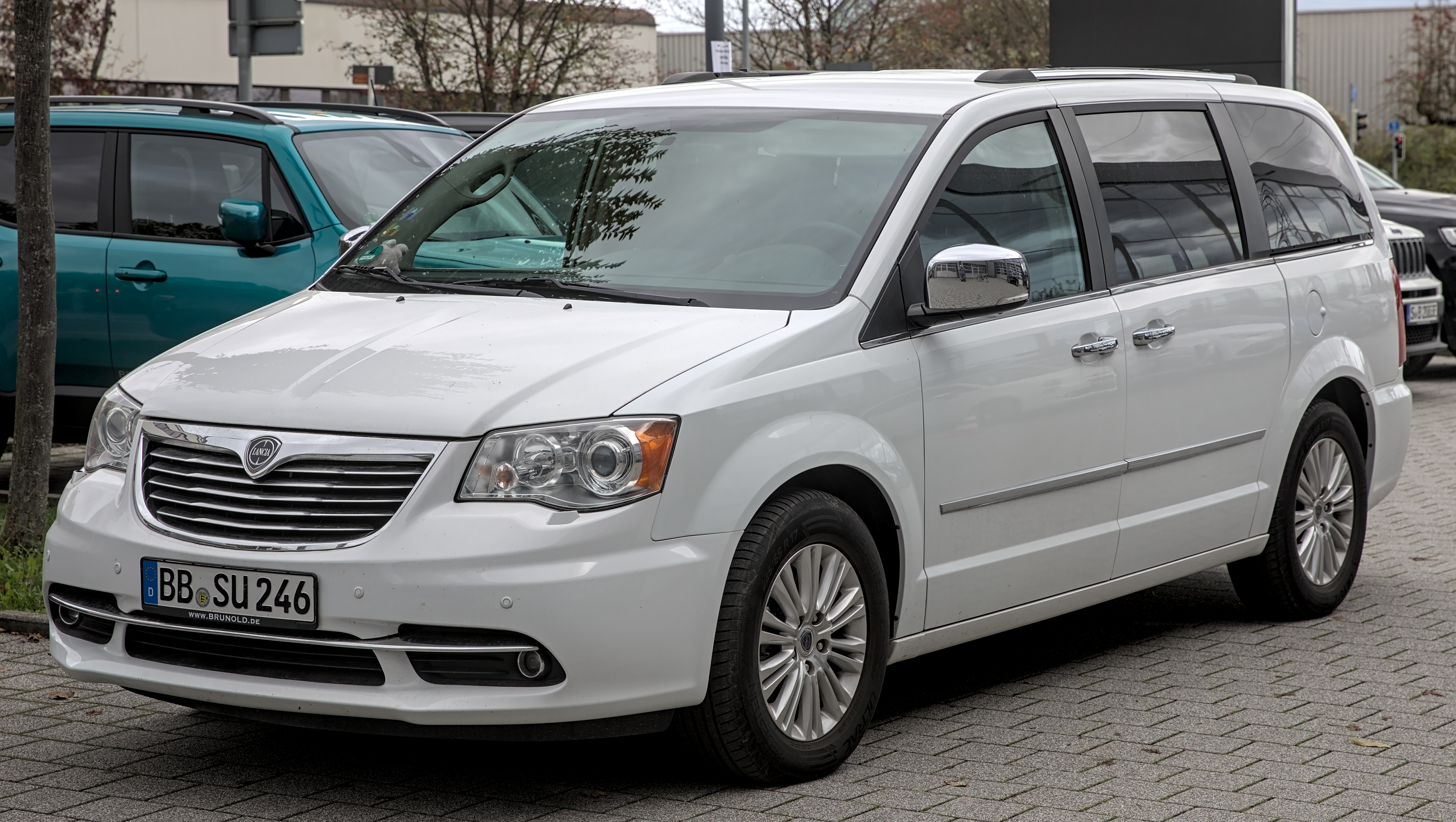
Lancia Voyager (2011–2014)
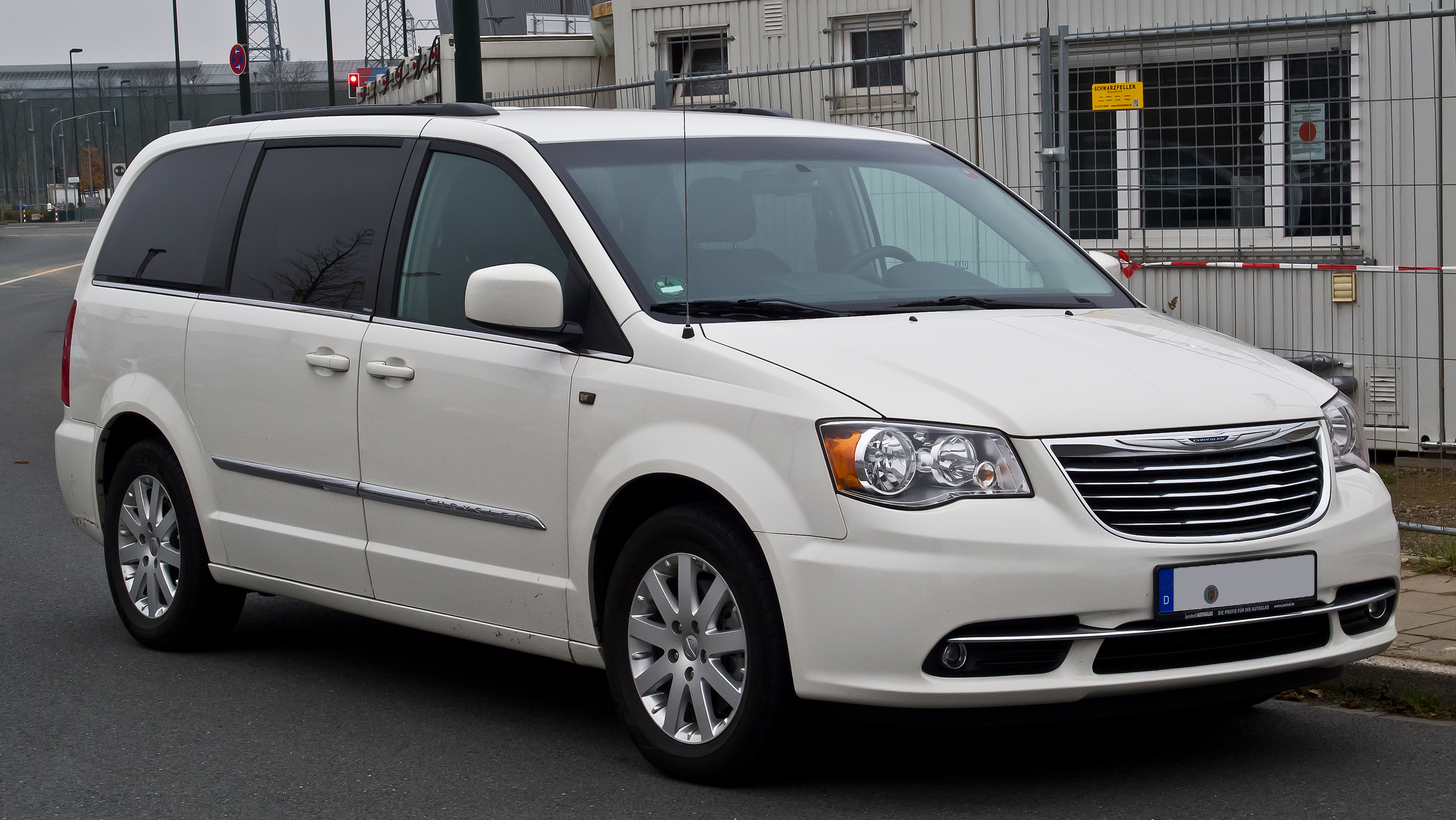
Chrysler Town & Country Touring (2011–2016)
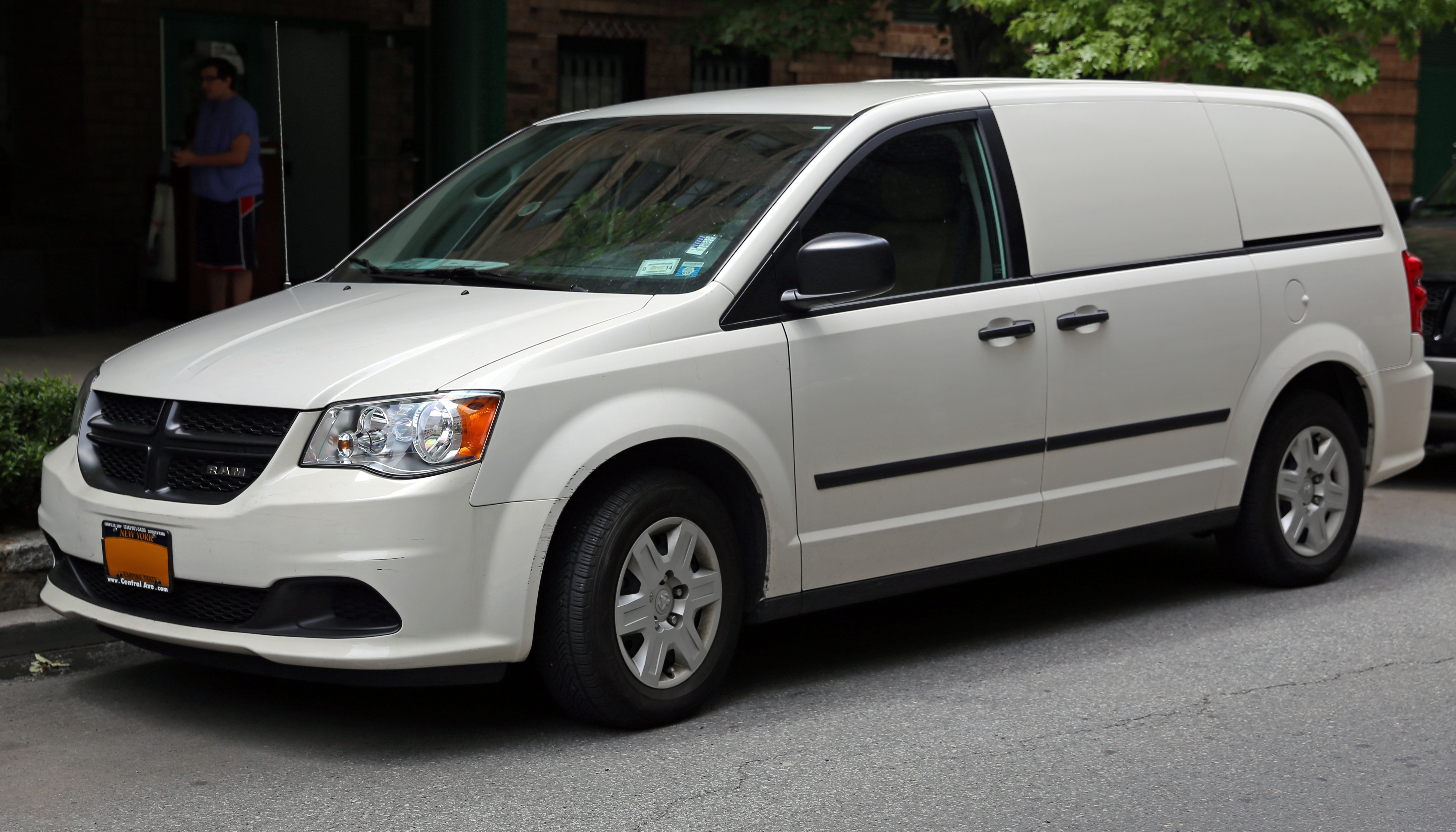
Ram C/V (2011–2015)

## Voyager (seit 2019)
Nach dem Produktionsende des Typs RT gab es zunächst keinen Voyager mehr in Chryslers Modellpalette. Dies wurde im Jahr 2019 revidiert, indem die günstigeren Ausstattungsvarianten des Chrysler Pacifica den Namen Voyager trugen. Dieses Revival wurde von Chrysler allerdings für Endkunden nur für die Modelljahre 2020/2021 beibehalten. Seither wird der Voyager ausschließlich als modifizierte Pacifica-Variante für Flottenkunden (insbesondere Mietwagenunternehmen) angeboten.
Chrysler Voyager, Modelljahr 2020

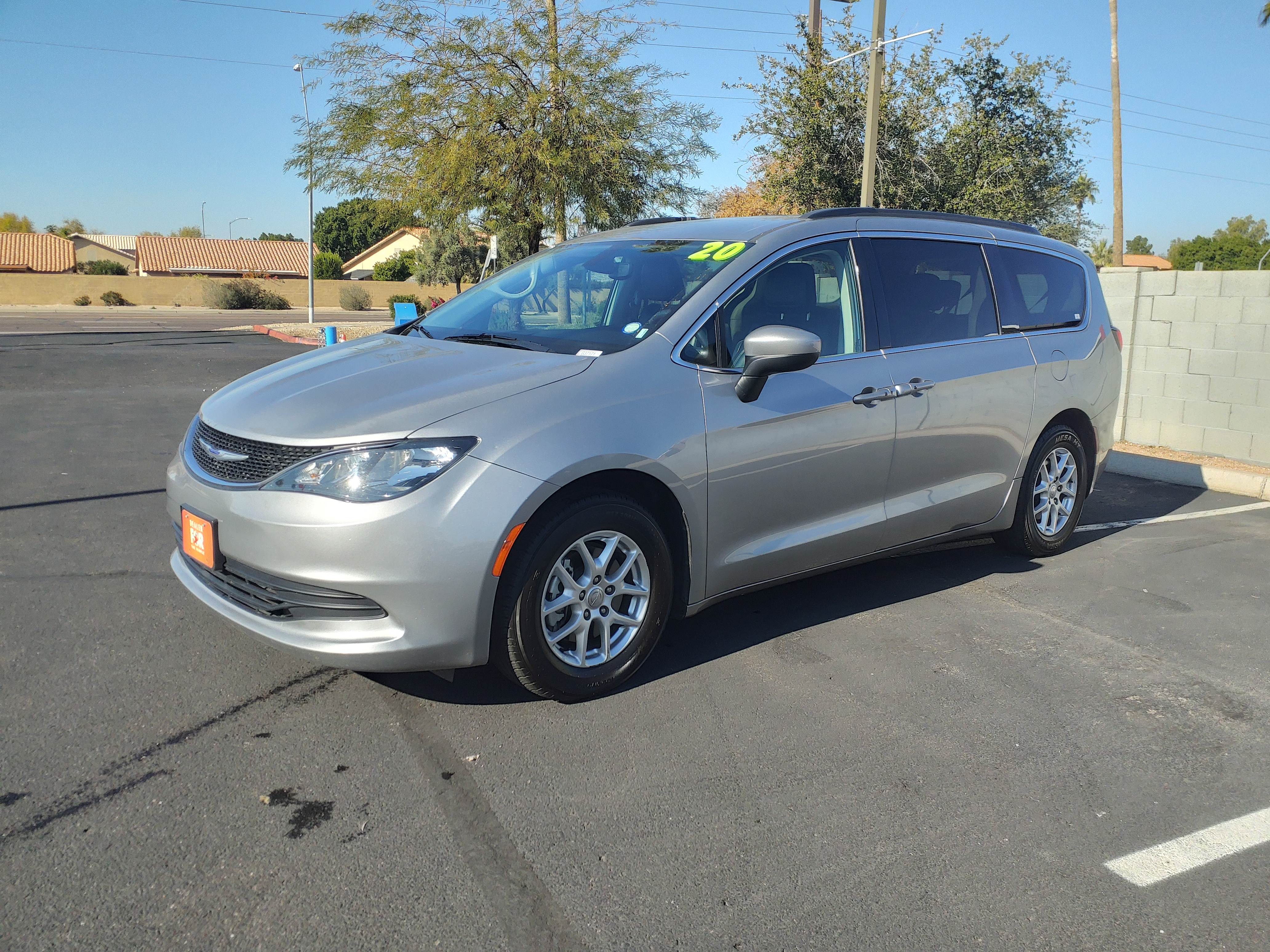
Front
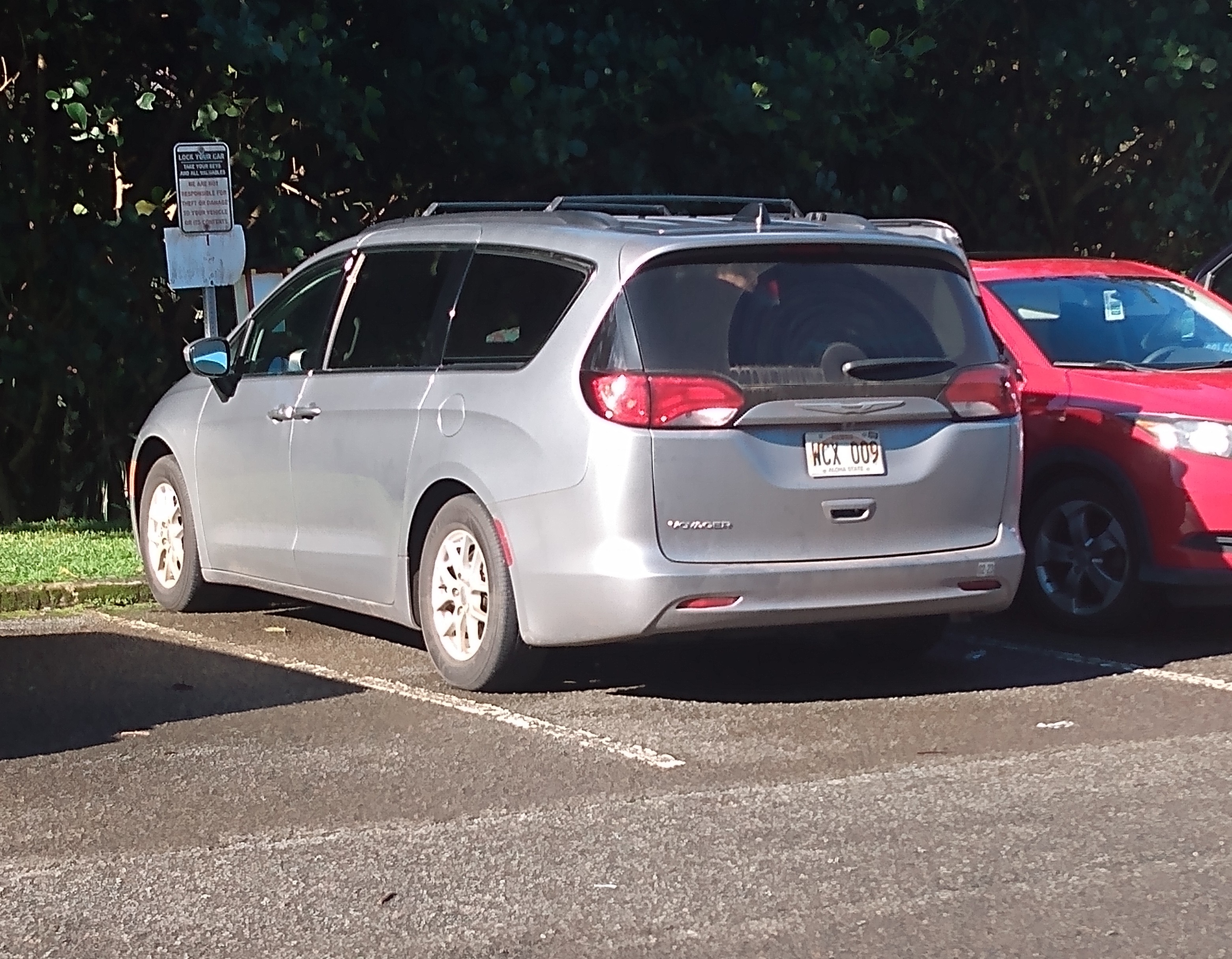
Heck